# 칠레
칠레 공화국(스페인어: República de Chile 레푸블리카 데 칠레[*], 마푸둥군어: Chile Wüdalmapu, 라파누이어: Repūvirika o Tire), 줄여서 칠레(스페인어: Chile 칠레[*], 마푸둥군어: Chile, 라파누이어: Tire)는 태평양과 남아메리카의 안데스산맥 사이에 남북으로 긴 영토를 가진 나라이다. 그리고 주요 도시로는 산티아고, 콘셉시온 등이 있다. 북쪽에는 페루, 북동쪽에는 볼리비아, 동쪽에는 아르헨티나,  최남단에는 드레이크 해협이 있다. 남아메리카에서 에콰도르와 함께 브라질과 국경이 닿지 않는 두 국가 중 한 곳이다보니 이 나라의 서쪽 해안은 태평양이며, 그 길이는 6,435km에 이른다. 대륙 본토와 더불어 후안 페르난데스 제도와 살라스이고메스섬, 데스벤투라다스 제도와 폴리네시아의 이스터섬도 칠레 영토이다. 칠레는 1,250,000km²에 이르는 남극 영토의 영유권을 주장하고 있다. 하지만 남극 영토는 남극 국제 협약에 의해 누군가가 소유할 수 없으며 탐사적 용도로만 사용할 수 있기 때문에 사실상 불가능하다.
칠레는 길이 약 4,300 km, 폭 대략 175 km의 특이한 국토 형태로 매우 다양한 기후를 보이며, 북쪽에는 세계에서 가장 건조한 사막인 아타카마 사막이 있고, 국토 가운데쪽에는 지중해성 기후를 보이며, 남쪽에는 눈이 많고 피오르, 빙하, 호수가 있는 서안 해양성 기후를 보인다. 세로로 길쭉하게 생긴 땅 때문에 세계에서 가장 긴 국가라는 오해를 받고 있다.
칠레 북부의 사막에는 광물 자원이 있는데, 그중 특히 구리 매장량은 세계1위로 매우 풍부하다. 상대적으로 작은 중앙부 지역은 인구와 농업 자원이 많아 이 나라를 주도하는 지역이다. 이곳은 19세기 말에 칠레가 남부와 북부 지역을 병합하며 커진 이래 이 나라의 문화적/정치적 중심지였다. 칠레 남부는 숲이 울창하며 화산과 호수가 띠를 이룬다. 남쪽 해안은 피오르와 어귀, 운하, 복잡한 반도와 섬으로 미로를 이룬다. 안데스산맥이 동쪽 국경으로 뻗어있다.
16세기 스페인인이 오기 전부터 칠레 북부는 잉카 제국이 지배했으며, 토착 마푸체인(아라우꼬)들이 칠레 중앙부와 남부에 살고 있었다. 1810년 칠레는 독립을 선언했으나 1818년에야 스페인에 결정적인 승리를 거둔다. 아타카마 사막의 초석을 두고 벌어진 태평양 전쟁(1879~1884) 때 페루와 볼리비아를 무찌르고 현재 북부 지역을 얻었다. 마푸체인들이 완전히 정복된 것은 1880년대 이후의 일이었다. 칠레는 민주주의 전통으로 다른 남아메리카 국가에 비해 쿠데타나 독재 정부가 적은 편이었으나, 20세기 이 대륙에서 매우 잔인했던 17년간 군사 독재(1973-1990)로 3,000여명이 죽거나 행방불명되었다.
오늘날 칠레는 남아메리카에서 상당히 안정적이고 번영하는 국가이다. 인간개발지수나 (물가와 구매력을 고려한) 1인당 국내총생산(GDP), 국가 경쟁력, 삶의 질, 정치적 안정, 세계화, 경제 자유, 낮은 수준의 부패, 극히 낮은 빈곤율면에서 라틴 아메리카에서 선도적인 위치에 있다. 현재 메르코수르(MERCOSUR)의 협력 회원국으로 미국과 2004년 자유 무역 협정을 맺고 유럽 연합과도 협의가 진행되는 등 경제 활동이 남미에서 가장 활발하다. 칠레는 이 지역에서 언론의 자유와 민주주의 발전이 잘 이루어져 있으나 지니 계수로는 높은 소득 불균등을 보인다.

## 역사

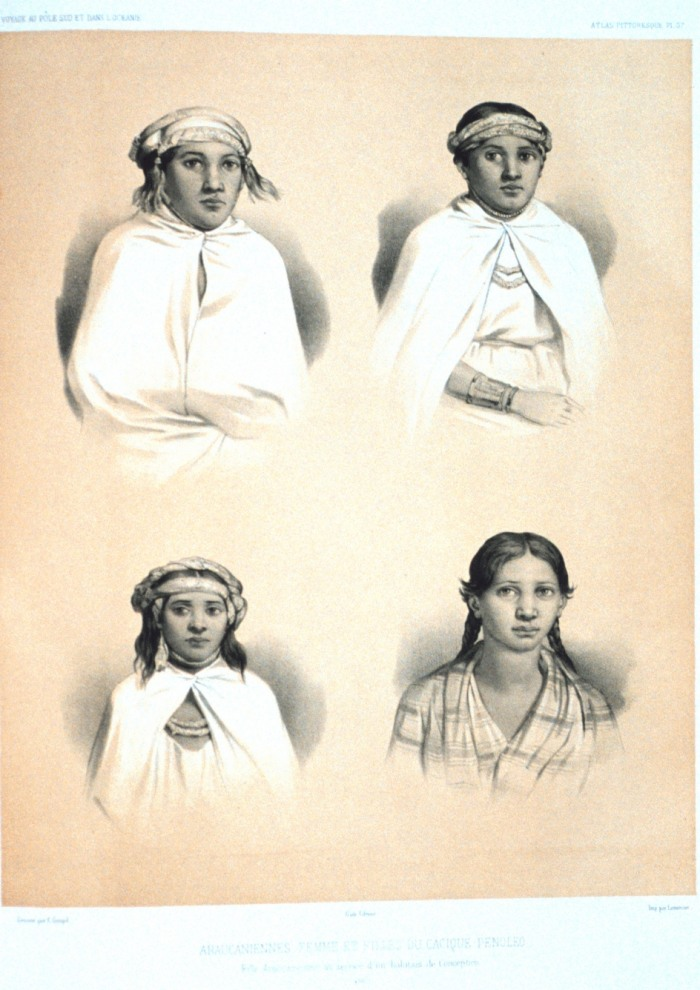
마푸체족은 칠레 중부와 남부의 원주민이었다.

### 지명 유래
칠레(Chile)의 어원을 두고는 여러 가지 설이 있다. 18세기 스페인 연대기 작가 디에고 데 로살레스가 제시한 가설에 따르자면, 페루의 잉카인들이 아콩카과 산을 "Chili"라고 불렀는데, 15세기 잉카의 정복기에 이 지역을 지배한 피쿤체 족 족장("cacique")의 이름 Tili가 와전된 것이라는 것이다. 다른 설로는 Chili라는 이름의 계곡과 마을이 있는 페루의 카스마 협곡과 아콩카과 협곡이 비슷하다는 점을 지적하기도 한다. 또 토착 마푸체어로 "땅이 끝나는 곳", "지구에서 가장 깊은 지점", 혹은 "갈매기"를 뜻하는 낱말 chili에서 나왔다거나, 케추아어로 "추운"을 뜻하는 chin 혹은 아이마라어로 "눈"을 뜻하는 tchili에서 유래했다고도 한다. 또 chili란 말은 마푸체어로 새 소리의 의성어인 cheele-cheele-를 뜻한다고 주장하기도 한다. 스페인 정복자들은 잉카인에게서 이 이름을 들었으며, 1535~1536년에 페루에서 남쪽으로 간 디에고 데 알마그로의 첫 스페인 탐험대의 얼마 안되는 생존자들이 자신들을 스스로 "chili 사람들"이라고 불렀다고 한다. 그래서 알마그로는 "칠레(Chile)"라는 국명이 일반화된 곳이라고 한다.

### 초기
10,000여년 전, 토착 아메리카인 이주자들이 오늘날 칠레의 해안 지역과 비옥한 계곡에 정착했다. 이곳에 초기 인간이 살았던 흔적은 쿠에바 델 밀로돈과 발리 아이케 분화구의 용암굴에서 찾아볼 수 있다. 한때 잉카인들은 현재 칠레 북부까지 진출한 바 있으나, 그곳의 마푸체인들은 국가 조직이 없음에도 불구하고 잉카 제국의 침략을 수차례 잘 막아냈다. 마푸체인들은 사파 잉카 투팍 유판키와 그의 군대와 싸웠다. 3일간의 피비린내 나는 이 전투를 마울레 전투라고 하는데, 이 전투의 결과로 잉카의 칠레 정복은 마울레 강에서 끝났다.
1520년, 세계 일주를 한 페르디난드 마젤란은 남아메리카 대륙 최남단에 그의 이름을 딴 마젤란 해협을 발견했다. 다음으로 칠레에 도착한 유럽인은 디에고 데 알마그로와 그의 스페인 정복자 무리로, 프란시스코 피사로와 영토 분쟁을 일으킨 뒤 그는 1535년 금을 찾기 위해 페루에서 왔다. 그는 "칠레의 발견자"로 여겨지나 이 땅은 마푸체 원주민들의 땅이었다. 스페인인들은 칠레 땅에서 다양한 문화를 가진 마푸체인 수 십만명과 만나게 된다. 본격적인 칠레 정복은 1540년에 시작돼, 프란시스코 피사로의 부관 페드로 데 발다비아가 이끌었다. 그는 산타 루시아 기슭에 산티아고 데 누에바 엑스트레마두라를 건설했다. 비록 스페인인들은 그들의 찾던 많은 금과 은을 찾진 못했으나 칠레 중부 계곡이 농사 짓기 좋은 곳임을 알게 되었으며 칠레는 페루 부왕령의 일부가 됐다.

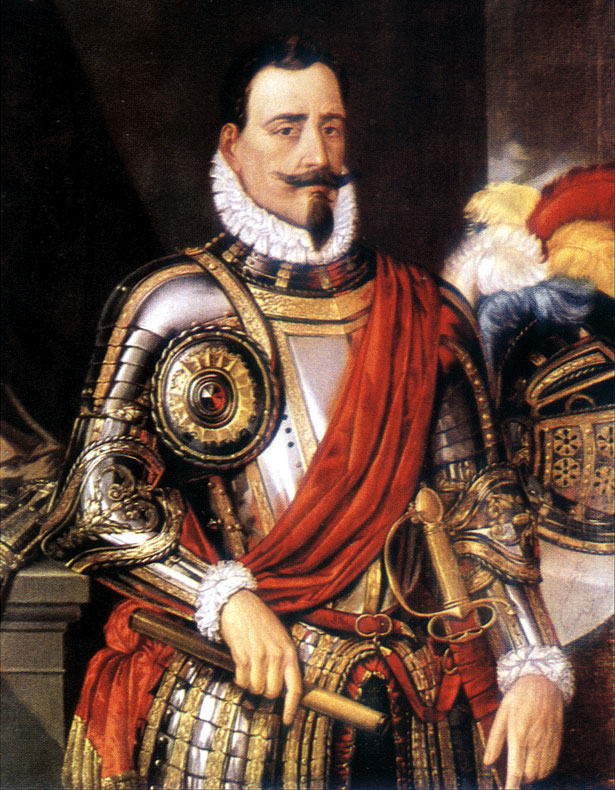
페드로 데 발다비아.

이 땅의 정복은 천천히 이루어졌다. 유럽인들은 번번이 토착민의 반란에 시달렸다. 1553년 대규모 마푸체인 반란을 진압하던 중 발다비아가 죽었으며, 식민지의 주요 정착지가 많이 파괴됐다. 이후 큰 반란이 1598년과 1655년에도 일어났다. 마푸체와 다른 토착 집단이 봉기할 때마다 식민지의 남부 국경은 북쪽으로 밀렸다. 1683년 노예제가 폐지돼 식민지와 마푸체 남쪽 땅 사이 국경에서 긴장이 완화됐으며, 둘 사이의 교역이 늘게 됐다.
북쪽은 사막으로, 남쪽은 마푸체인(아라우코)으로, 동쪽은 안데스산맥으로, 서쪽은 태평양으로 가로막힌 지형 때문에 칠레는 매우 중앙집중화된 지역으로, 스페인의 아메리카 영토에서도 매우 동질적인 식민지였다. 국경 수비의 기능을 하던 이 식민지는 스스로 마푸체 그리고 영국, 네덜란드같은 스페인의 유럽 적국과 싸웠다. 마푸체뿐 아니라 해적과 영국의 모험가들도 식민지를 위협했다. 그 중 프랜시스 드레이크 경은 1578년 칠레의 주요 항구 발파라이소를 습격하기도 했다. 칠레는 페루와 더불어 아메리카 대륙 중에서도 매우 많은 상비군이 주둔해 스페인의 재산을 지키는 지역이었다.

### 독립
1808년 나폴레옹이 스페인 국왕을 몰아내고 자신의 동생 조제프를 옹립하면서, 스페인에서 독립하려는 시도에 불이 붙었다. 1810년 9월 18일 쫓겨난 왕의 후계자인 페르디난도의 이름을 딴 첫 의회가 열렸다. 이 의회는 칠레를 스페인 왕국 내 자치 공화국으로 선언했다. 곧 완전 독립 운동이 폭넓은 지지를 얻게 된다. 스페인은 이 땅을 다시 찾고자 시도해, 지리한 투쟁이 이어졌다.

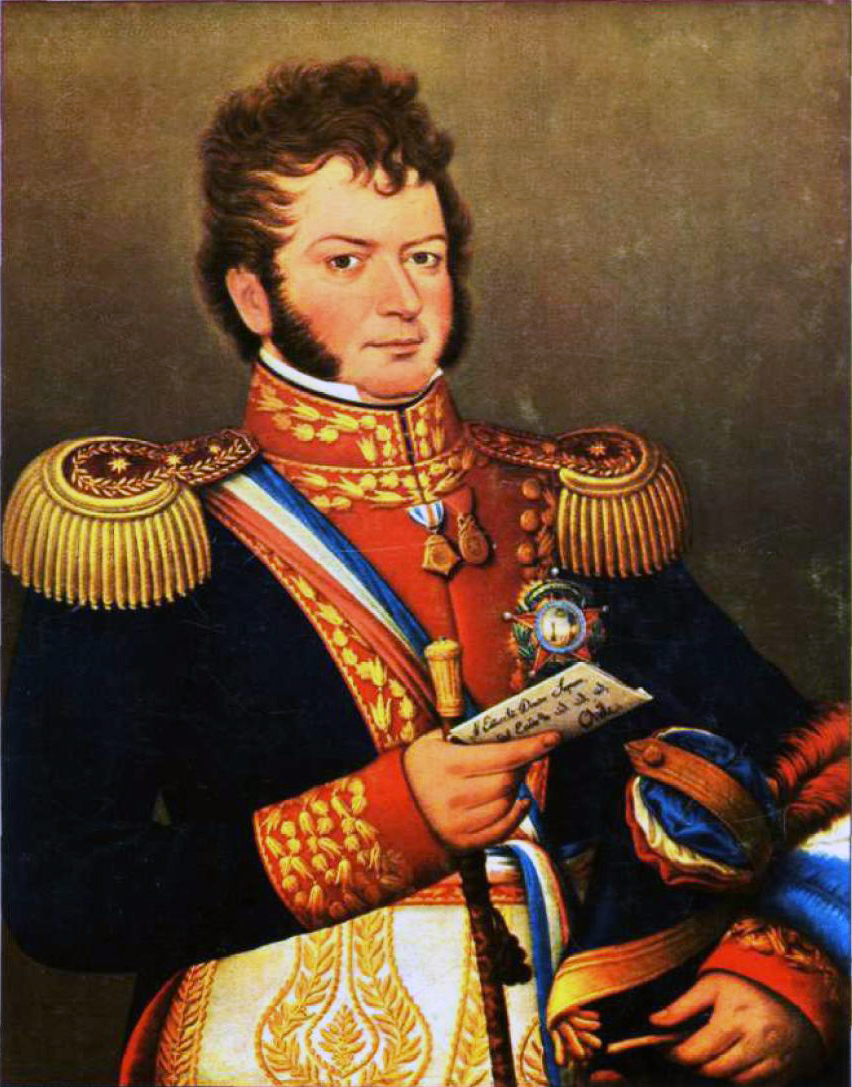
베르나르도 오이긴스.

간헐적인 전쟁이 계속되다가, 1817년 칠레의 애국자 베르나르도 오이긴스와 아르헨티나 독립 전쟁의 영웅 호세 데 산 마르틴이 안데스산맥을 넘어 칠레를 해방시켰다. 1818년 2월 12일 칠레는 오이긴스의 지도 아래 독립 공화국을 선포했다. 그러나 이 반란은 사회에 큰 변화를 주지 못했으며, 19세기 칠레 사회는 여전히 식민지 시대의 사회 계층 구조가 지속됐고, 여기에는 가족 정치와 로마 가톨릭교회가 큰 영향을 주었다. 강력한 대통령이 등장했으나, 부유층은 여전히 권력을 누렸다.

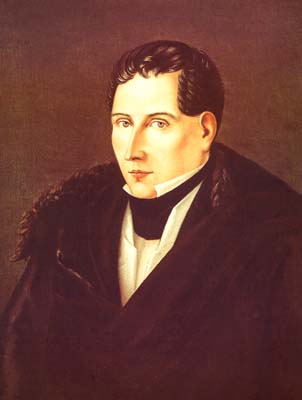
디에고 포르탈레스(1793-1837), 칠레 국가를 창건했으며 1833년 헌법을 만들었다.

### 영토 확장
19세기 말엽 산티아고 정부는 아라우카니아 병합 당시 마푸체인들을 무자비하게 억압하면서 남쪽 지역도 장악했다.1881년 칠레는 아르헨티나와 조약을 맺어 마젤란 해협에 대한 칠레의 영유권을 확정했다. 아타카마 사막의 초석을 두고 벌어진 태평양 전쟁(1879~1884) 때 페루와 볼리비아와 싸워 볼리비아를 내륙으로 밀어내고 거의 국토의 1/3 넓이의 새 북쪽 땅을 얻었다. 또한 칠레가 볼리비아로부터 점령한 영토(아타카마 사막)에는 초석이 풍부하여 칠레의 번영에 기여했다.
1891년 대통령과 의회의 권력 분배를 놓고 일어난 칠레 내전이 일어났고, 칠레는 의회 민주주의 체제를 이루게 되었다. 그러나 이 내전은 해외 투자자와 강한 연줄이 있던 에드워드 가문처럼 지역 산업 발전과 막대한 칠레의 은행 이자의 혜택을 입은 자들 사이의 갈등이었다. 그래서 칠레 경제는 과두정 정부의 기득권을 지키는 체제로 퇴보했다. 1920년대에 중산층과 노동계급이 성장해 개혁주의자 대통령 아르투로 알레산드리 팔마를 대통령으로 선출했다. 그러나 그의 계획은 보수적인 의회 때문에 좌절됐다. 알레산드리 팔마의 정부는 베니토 무솔리니의 이탈리아식 정부로 변질되었다. 1920년대 마르크스주의 집단이 대중의 지지를 받으며 발흥했다.

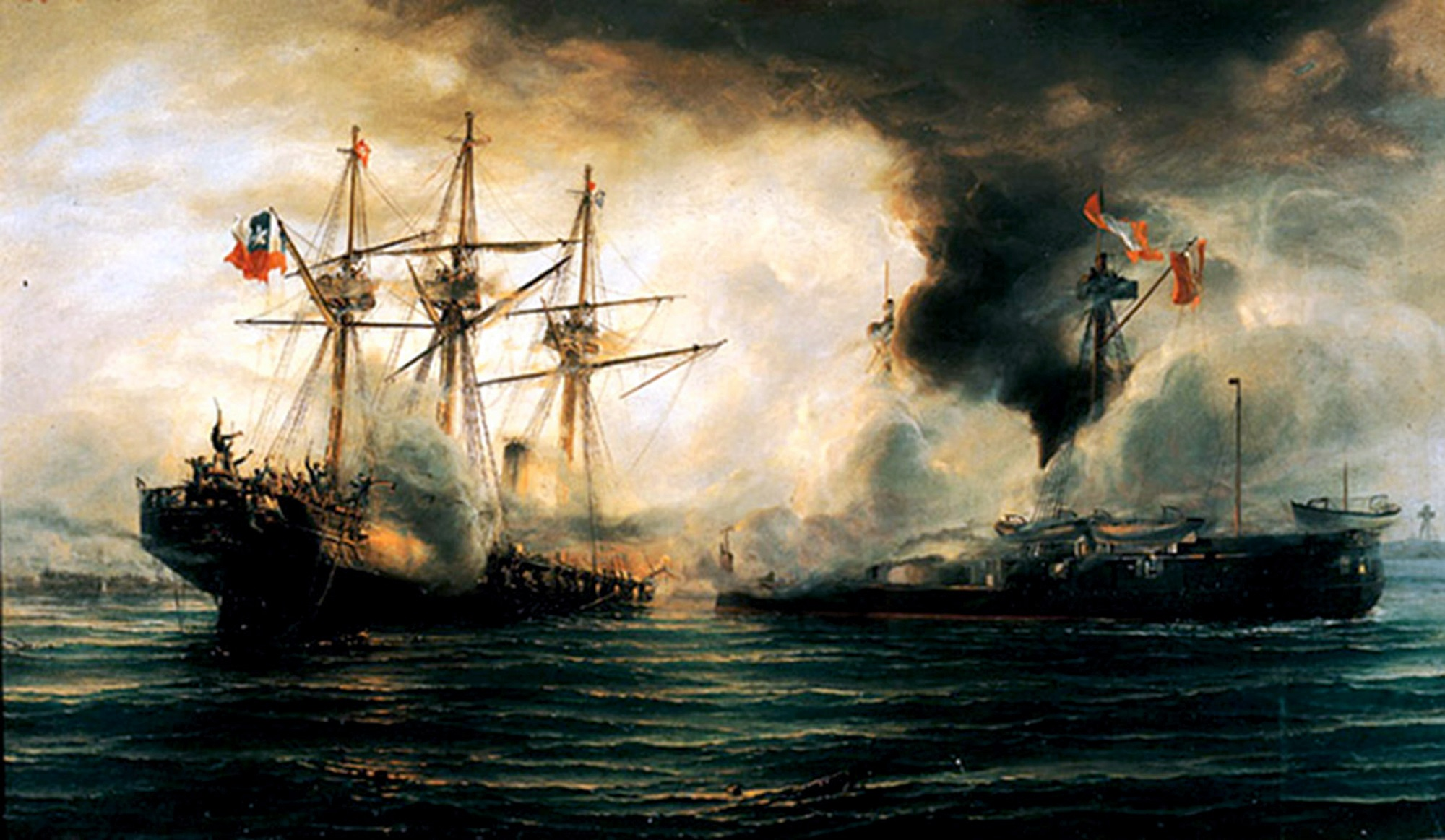
태평양 전쟁 중 1879년 5월 21일에 일어난 이키케 전투.

### 연속된 혁명과 민주주의 정착
1924년 루이스 알타미라노 장군이 쿠데타를 일으켜 칠레는 1932년까지 정치적 불안정을 겪는다. 이 시기 10개 정부중 가장 오래 지속된 정부는 1925년 잠시 권력을 잡았다가, 다시 1927년부터 1931년까지 사실상 독재정권을 수립한 카를로스 이바녜스 델 캄포 장군의 정부였다. 그러나 이는 라틴 아메리카 다른 국가에서 빈번했던 군사 독재의 잔인함과 부패에 비교할 정도는 아니었고, 수십년 뒤 아우구스토 피노체트의 군사독재정권에 비할 바도 못 되었다. 이바녜즈 델 캄포는 비록 이념 성향이 모호하고 변하기도 했지만, 자신의 권력을 포기하고 민주적으로 선출된 대통령에게 권력을 양도해 30년이 넘도록 대다수 국민에게 좋은 평가를 받았다. 1932년 헌정 질서가 복원됐고 강력한 중산층 정당인 급진당이 부상했다. 이후 20년간 급진당은 연정의 주요 세력이었다. 1952년 유권자들은 이바녜스 델 캄포를 다시 6년 임기의 대통령직에 선출했다. 1958년 호르헤 알레산드리가 이바녜스 델 캄포를 승계해 칠레 보수 정치를 다시 민주적으로 전환했다.

### 기독교민주당 정권
1964년 기독교 민주당 에두아르도 프레이 몬탈바가 압도적인 지지로 대통령에 선출돼 주요 개혁 정책을 폈다. "자유하의 혁명"을 슬로건으로 프레이 정부는 사회 경제 정책, 그 중 특히 교육, 주택, 그리고 농업 노동자의 조합화 등 농업 개혁에 박차를 가했다. 그러나 1967년 프레이는 좌우파 양측의 반대에 부딪혔다. 좌파에서는 그의 정책이 불충분하다고 보았고, 우파가 보기에는 너무 과도하다고 본 것이다. 프레이 정부 임기 말에 그는 주목할 만한 성과를 이뤘으나 기독교 민주당이 당초 바라본 목표를 완수하지는 못했다.

### 사회주의 정권

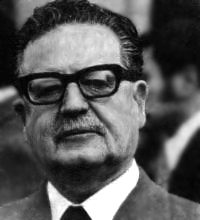
살바도르 아옌데

1970년, 칠레 공산당 후보인 파블로 네루다와 단일화를 이룬 인민연합 후보 살바도르 아옌데는 36.62%를 득표해 그해 대통령 선거에서 승리하였다. 아옌데 대통령은 곧바로 사회 제도 개혁에 착수하는데, 이는 칠레의 부를 독점하는 소수의 자본가들과 칠레경제를 지배하는 다국적 기업(목축업자들을 지배하던 스위스 네슬레 등)들을 겨냥한 것이었다. 아옌데 대통령은 자본가들이 독점한 부의 일부를 떼어, 가난한 사람들에게 분배함으로써 극심한 빈부의 격차문제를 해소하고자 했다. 또한 미국 광산 회사 아나콘다가 소유한 추키카마타 구리 광산을 국유화하여 외국계 기업들에 의한 국부 유출을 막고자 하였다. 그에 대한 보복으로 미 정부는 국제 구리 값을 폭락 시키고 칠레 경제는 공황을 겪게 된다. 또한 미국 CIA에서는 세계최초로 사회주의 정권이 비폭력적인 방법으로 들어선 것에 대해 위기감을 느껴 아옌데를 제거하기 위한 공작을 펴기 시작한다. 하지만 칠레 국민들은 사회개혁을 실천한 아옌데에 더 많은 지지를 보냈다. 그러자 칠레 자본가들은 그들의 기득권을 지키기 위해, 해고와 가축도살을 통한 실업과 식량난을 조장했으며, 친미파 장교들이 지배하던 군부에서는 쿠데타 음모를 꾸몄다. 그럼에도 아옌데 대통령은 국가전복음모를 꾸민 군부를 견제하기보다는, 국민투표로 국민의 심판을 받자는 제안을 했다. 하지만 군부에서는 질 것이 뻔한 게임에 응하지 않았으며, 오히려 폭력으로 나라를 뒤집기에 이른다.

### 군사 독재 정권
1973년 9월 11일 미국의 지원을 받은 칠레군은 공군 장성 출신 아우구스토 피노체트를 필두로 쿠데타를 일으킨다. 호크기를 동원해 라 모네다(칠레의 대통령궁)를 폭격하는 와중에 아옌데는 대(對)국민 선언을 라디오를 통해 전하고서는 기관총으로 피노체트 군에 저항했으나 결국 자결했다. 정권을 탈취한 피노체트 및 장성들은 훈타라고 불리는 삼인 체제를 설립하고 곧 피노체트의 독재가 시작된다. 피노체트는 16년간의 군부독재기간동안 정치적 반대자들을 학살, 고문 등의 국가범죄로 탄압했다. 현재 칠레정부에 의해 밝혀진 피노체트 군부독재정권당시 인권침해 피해자는 피살자 3,197명(실종자 1,197명포함), 고문피해자 10,000여 명이며, 군부독재정권 치하에서 가혹행위를 당한 사람은 10만여 명이나 된다. 의회가 폐쇄되고, 그의 말 한마디가 없으면 나뭇잎 하나도 움직일 수 없다고 피노체트 자신이 말할 정도로 심각한 독재로 인해 칠레 국민들은 고통받았다. 그러나 집권 첫 해의 경제 혼란에도 불구하고 피노체트 집권기에는 평균적으로 경제가 성장하여 라틴아메리카의 평균 경제 성장율을 웃돌았다. 쿠테타 이후 헨리 키신저는 리처드 닉슨 당시 미국 대통령에게 미국이 쿠데타를 "도왔다"고 말할 정도였다.

### 민주화

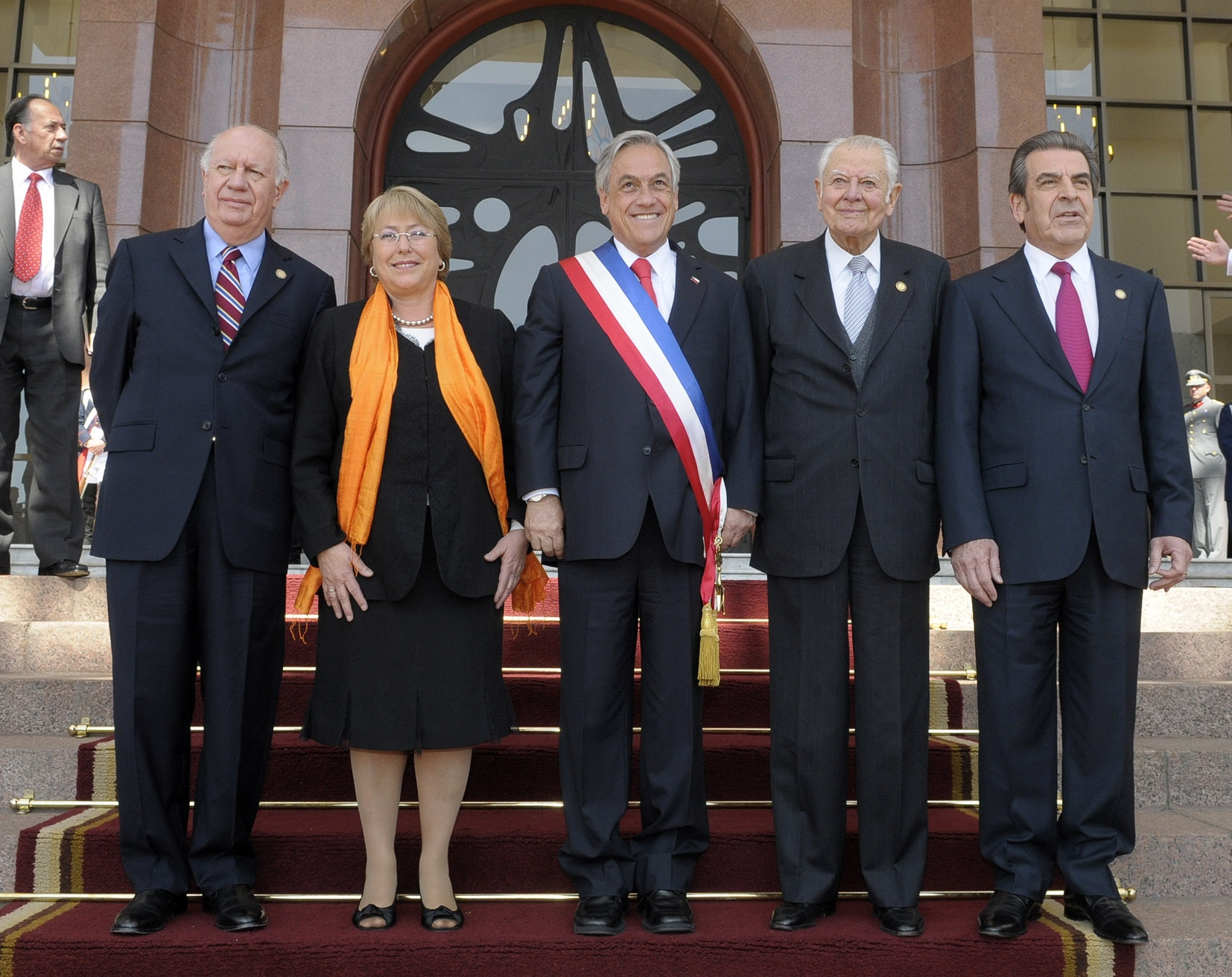
민주주의에 반환 이후 칠레의 대통령 (왼쪽에서 오른쪽으로) : 리카르도 라고스, 미첼 바첼레트, 세바스티안 피녜라, 파트리시오 아일윈과 에두아르도 프레이 루이스 타글레.

1989년 민주화 운동의 압력을 받아 치루어진 선거에서 패배한 피노체트 군사독재정권은 물러났다. 이는 피노체트 군사독재정권의 탄압을 받아가면서 진행된 민주화 운동의 성과였다. 1989년부터 2009년까지 민주주의를 위한 정당 협력체 소속 기독교민주당과 사회당이 연립정권 형식으로 집권했다. 2010년 대선에서 야권 보수 후보 세바스티안 피녜라가 당선되어 정권교체가 이루어졌으나, 2014년 3월 11일 미첼 바첼레트가 재선되었고, 현재는 집권 여당인 칠레 사회당이 정권을 재창출 하였다. 현재는 가브리엘 보리치가 칠레의 대통령에 선출되면서 극좌 정치를 하게 되는 주인공이 된다.

## 주립

### 정부와 관리

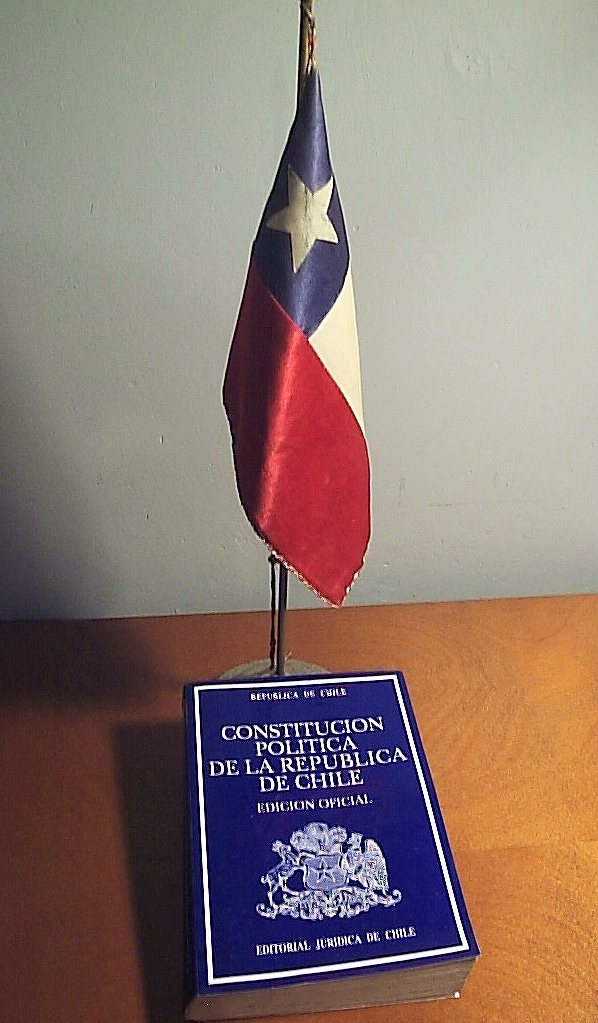
칠레 국기와 헌법.

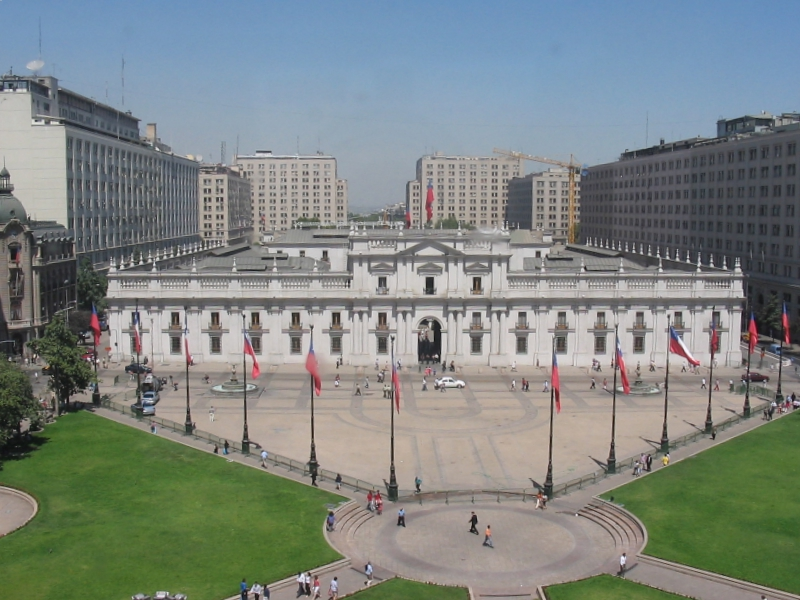
칠레의 대통령궁 모네다 궁전

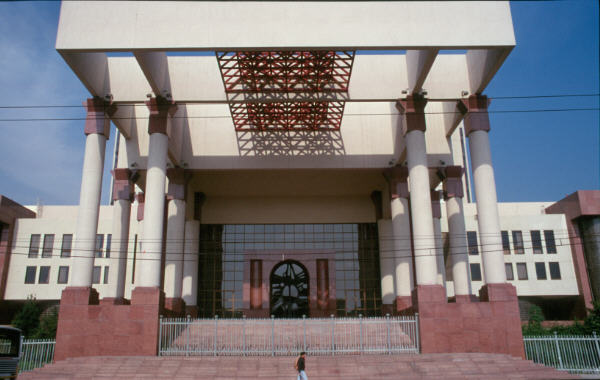
발파라이소의 의회

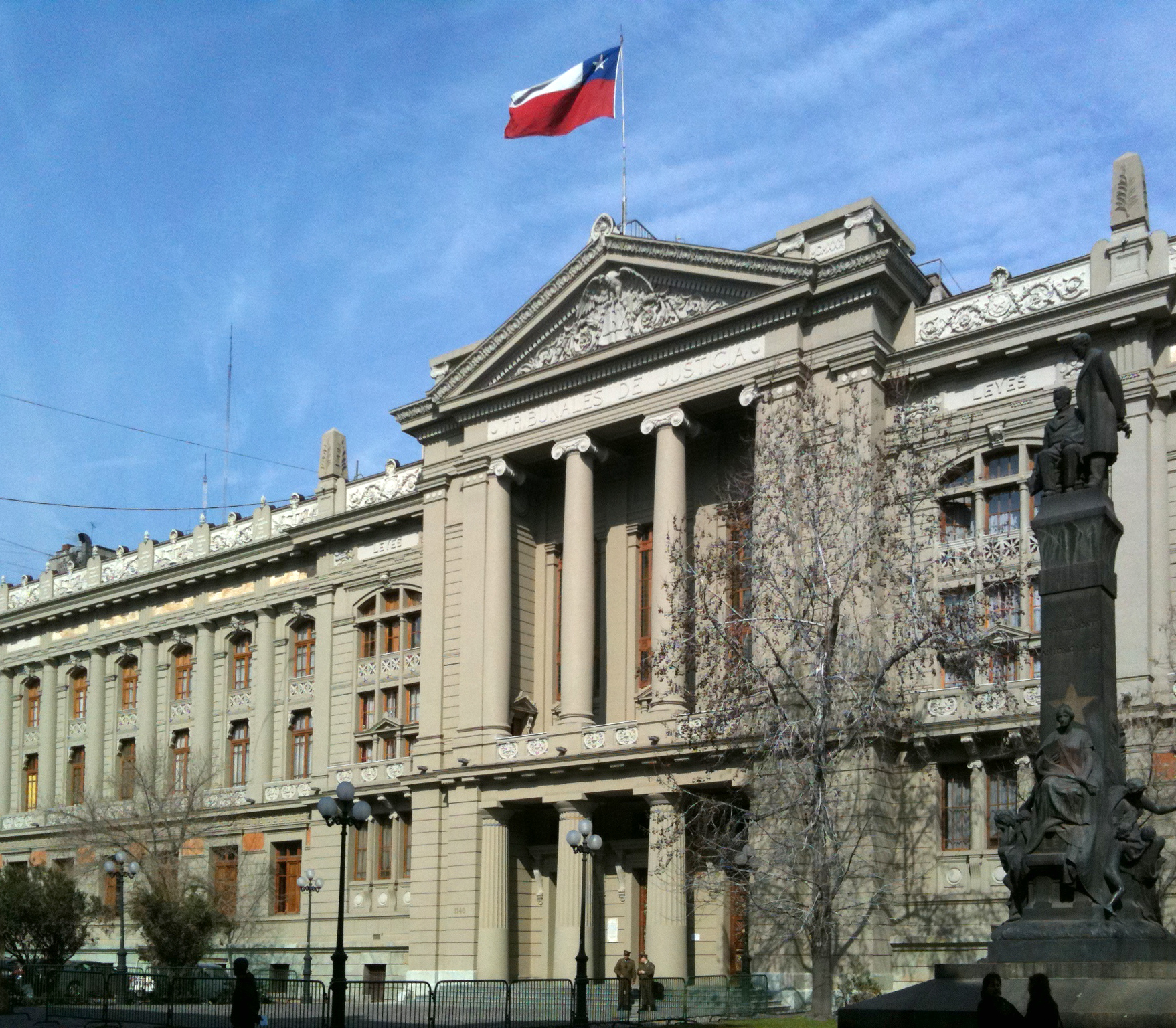
산티아고의 사법 법원의 궁전.

3권 분리 민주주의이며, 정치 형태는 대통령제이며 4년마다 대통령 선거가 있다. 입법부는 양원제로 의회는 하원(Cámara de Diputados)과 상원(Senado)으로 나뉜다.
선거구를 가진 정당으로는 다음과 같은 것들이 있다.
- 기독교 민주당 (Partido Demócrata Cristiano - PDC)
- 칠레 사회당 (Partido Socialista - PS)
- 칠레 공산당 (Partido Comunista de Chile - PCC)
- 민주당 (Partido por la Democracia - PPD)
- 국가재건당 (Partido Renovación Nacional - PRN)
- 녹색인본주의연합 (Partido Alianza Humanista Verde)
- 남부당 (Partido del Sur)
- 사회민주급진당 (Partido Radical Socialdemócrata - PRS)
- 중도 진보당 (Partido Unión de Centro Centro Progresista)
- 독립 민주 연합 (Partido Unión Demócrata Independiente - UDI)
- 민족 혁신당 (Por la innovación étnica)

1988년 민주화 요구시위에 마지못해서 허락한 신임 투표에서 피노체트는 민중들의 비폭력적인 반 피노체트 운동으로 패하여 물러나야 했다. 선거가 열렸을 때 사회당, 기독교 민주당, 민주당과 국가재건당이 주력이 되어서 좌파와 우파를 포괄하는 중도 연합전선(La Concertación)을 만들었다. 2000년에 선거에서 승리한 리카르도 라고스 대통령 또한 연합 전선 (칠레사회당 소속) 후보이다. 50%에 가까운 지지율을 보이며 라고스 후보에게 패배한, Opus Dei 회원인 Lavin 후보는 UDI 소속이며 칠레 정치 내에서는 가벼운 극우에 속한다. 2006년초에는 중도 좌파성격의 여성 대통령인 미첼레 바첼레트 후보가 칠레 정치역사 최초로 당선되었다. 현재 그는 피노체트 군사정권의 인권탄압이라는 과거사를 청산하는 일을 하고 있다.
제외한 비 주류 정치 단체의 비용 - 의회 선거의 경우, 1989년부터 두 가지 주요 정치 진영년 - 현재 새로운 다수당과 동맹의 설립을 허용 1980년 헌법에 의해 설립 된 이항 시스템을 사용하고있다. 2015년 1월에서이 시스템의 반대 2018년 의회 선거에서의 적용을 적당한 비례 선거 제도를 승인했다.
사법부는 사법 기능을 행사하는 자율적이고 독립적 인 법원으로 구성, 최고 법원, 각 지역 항소 법원과 전국 공통 역량과 전문 지식의 하급 법원과 대법원이 있다. 또한, 행사 독점적으로 범죄 수사 및 검찰을 실행하는 자율적이고 계층 검찰,있다.
헌법 재판소는 자율적이고 독립적이며, 지폐와 합의 자동차, 규례와 법의 합헌성의 제어 할 수 있다. 또한, 공화국의 자치 감사관 일반 공공 행정 행위의 적법성을 행사하고 공적 자금의 수입과 지출을 감독한다.
선거 법원 십육 지역 선거 법원은 그 규정에 국가 및 규정 준수에서 열린 선거의 규칙 성을 보장한다.

### 행정 구역

칠레의 주

2007년 이전까지 칠레는 13개 주(regiones)로 구분되었다. 각 주는 공식적으로 로마 숫자로 된 번호가 북에서 남으로 차례대로 붙어 있었으나, 2007년 제14주 로스리오스 주와 제15주 아리카 이 파리나코타 주가 발표되면서 더 이상 그렇지 않게 되었다. 공식 이름보다 로마 숫자가 더 널리 사용된다.

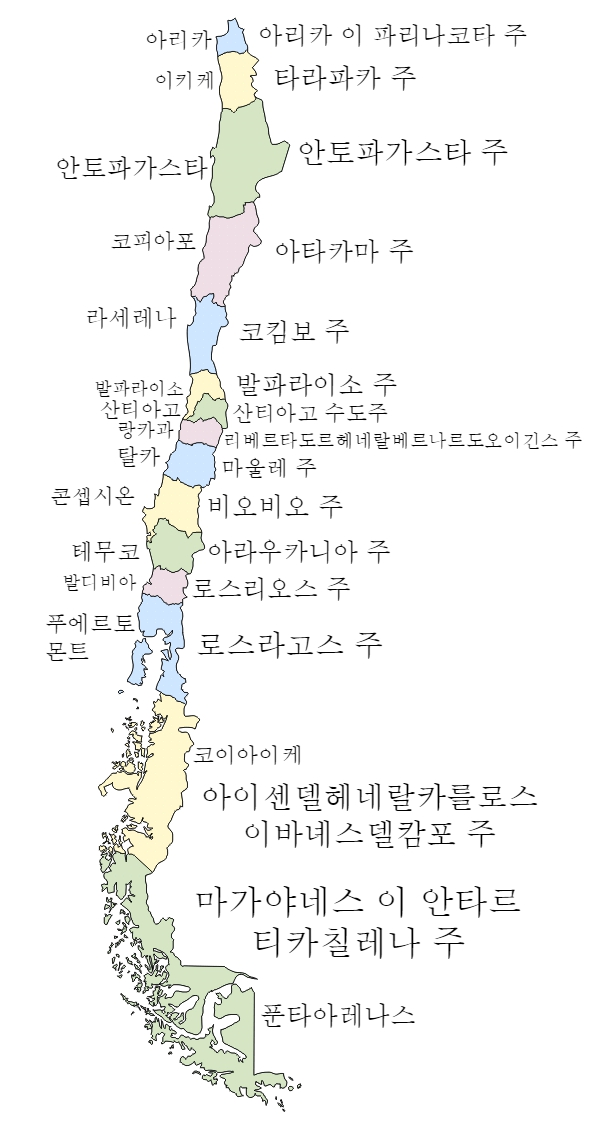
칠레의 도시와 지역

|      |                                         | \| 번호 \| 이름 \| 스페인어 \| 주도 \| \| XV \| 아리카 이 파리나코타 주 \| Región de Arica y Parinacota \| 아리카 \| \| I \| 타라파카 주 \| Región de Tarapacá \| 이키케 \| \| II \| 안토파가스타 주 \| Región de Antofagasta \| 안토파가스타 \| \| III \| 아타카마 주 \| Región de Atacama \| 코피아포 \| \| IV \| 코킴보 주 \| Región de Coquimbo \| 라세레나 \| \| V \| 발파라이소 주 \| Región de Valparaíso \| 발파라이소 \| \| RM \| 산티아고 수도주 \| Región Metropolitana de Santiago \| 산티아고 \| \| VI \| 리베르타도르헤네랄베르나르도오이긴스 주 \| Región del Libertador General Bernardo O'Higgins \| 랑카과 \| \| VII \| 마울레 주 \| Región del Maule \| 탈카 \| \| VIII \| 비오비오주 \| Región del Bío-Bío \| 콘셉시온 \| \| IX \| 아라우카니아 주 \| Región de la Araucanía \| 테무코 \| \| XIV \| 로스리오스 주 \| Región de Los Ríos \| 발디비아 \| \| X \| 로스라고스 주 \| Región de Los Lagos \| 푸에르토몬트 \| \| XI \| 아이센델헤네랄카를로스이바녜스델캄포 주 \| Región Aysen del General Carlos Ibáñez del Campo \| 코이아이케 \| \| XII \| 마가야네스 이 안타르티카칠레나 주 \| Región de Magallanes y de la Antártica Chilena \| 푼타아레나스 \| |              |
| 번호 | 이름                                    | 스페인어 | 주도         |
| XV   | 아리카 이 파리나코타 주                 | Región de Arica y Parinacota | 아리카       |
| I    | 타라파카 주                             | Región de Tarapacá | 이키케       |
| II   | 안토파가스타 주                         | Región de Antofagasta | 안토파가스타 |
| III  | 아타카마 주                             | Región de Atacama | 코피아포     |
| IV   | 코킴보 주                               | Región de Coquimbo | 라세레나     |
| V    | 발파라이소 주                           | Región de Valparaíso | 발파라이소   |
| RM   | 산티아고 수도주                         | Región Metropolitana de Santiago | 산티아고     |
| VI   | 리베르타도르헤네랄베르나르도오이긴스 주 | Región del Libertador General Bernardo O'Higgins | 랑카과       |
| VII  | 마울레 주                               | Región del Maule | 탈카         |
| VIII | 비오비오주                              | Región del Bío-Bío | 콘셉시온     |
| IX   | 아라우카니아 주                         | Región de la Araucanía | 테무코       |
| XIV  | 로스리오스 주                           | Región de Los Ríos | 발디비아     |
| X    | 로스라고스 주                           | Región de Los Lagos | 푸에르토몬트 |
| XI   | 아이센델헤네랄카를로스이바녜스델캄포 주 | Región Aysen del General Carlos Ibáñez del Campo | 코이아이케   |
| XII  | 마가야네스 이 안타르티카칠레나 주       | Región de Magallanes y de la Antártica Chilena | 푼타아레나스 |

### 대외 관계

세계에서 칠레의 국제 관계의 주:
칠레
외교 관계와 국가의 칠레 대사관과 나라.
외교 관계에 있으나 이웃나라 대사관이 그 나라 대사관까지 동시 업무
외교 관계에 있지만, 대사가없는 나라.
현재 외교 관계를 맺지 않은 나라.

독립 초기부터 칠레는 외교문제에 적극 관여해왔다. 1837년 연방전쟁(War of confederation)에서 페루와 볼리비아의 연맹군을 패퇴시켜 페루가 점유하던 태평양 무역요지인 깔라오 항을 빼앗으려 했다. 이 전쟁은 태평양에 대한 영향력을 분산시키며 페루 볼리비아 연맹을 무너뜨렸다. 그 영역에 상당히 추가하는 동안 두 번째 국제전인 태평양 (1879-83)의 전쟁에서 나아가 칠레의 지역 역할을 증가시켰다.
19세기 칠레의 상업 관계는 주로 영국, 칠레 해군의 형성에 큰 영향을 미쳤다. 프랑스의 법률 및 교육 시스템은 20세기 초에 자본의 구조를 통해 칠레에 결정적 영향을 미쳤다. 독일의 프로이센은 조직과 군대식 훈련의 영향을 미쳤다.
1945년 6월 26일 칠레는 캘리포니아주 샌프란시스코에서 유엔 헌장에 서명하여 50개국의 국제연합 창립 멤버로 참여했다. 1973년 군사 쿠데타는 광범위한 인권 침해로 정치적으로 고립을 야기했다.
1990년 민주주의로의 복귀 이후, 칠레는 국제 정치 무대에 적극 참여하고 있다. 국제 원자력기구 (IAEA) 이사회를 맡고 있고, 2007-2008년에는 Milenko E. Skoknic 칠레 대사가 위원장을 맡았다. 유엔의 회원이며, UN 평화 유지 활동에 참여하고 있다. 3년 임기로 2011년 유엔 인권 이사회의 구성원으로 재 선출되었다. 또한 2013년에 유엔 안전 보장 이사회에 비상임 좌석 다섯 중 하나에 선임되었다. 2005년과 2007년 11월에는 민주주의 공동체 회의와 이베로 아메리카 정상 회의를 개최하였다. 메르코수르 준회원 및 APEC 전체 회원으로서, 칠레는 국제 경제 문제와 반구 자유 무역에 주요한 역할을 담당해 왔다.
칠레 정부는 대부분의 국가들과 외교 관계를 맺고 있다. 남부 파타고니아 아이스 필드에서 국경의 일부를 제외하고는 1990년대 아르헨티나와 모든 영토 분쟁을 해결하였다. 칠레와 볼리비아는 1879-83년 태평양 전쟁 등이 있었으며 1978년에 외교 관계를 단절하고, 두 나라는 영사 관계를 총영사 수준에서 유지하고 있다.

## 지리

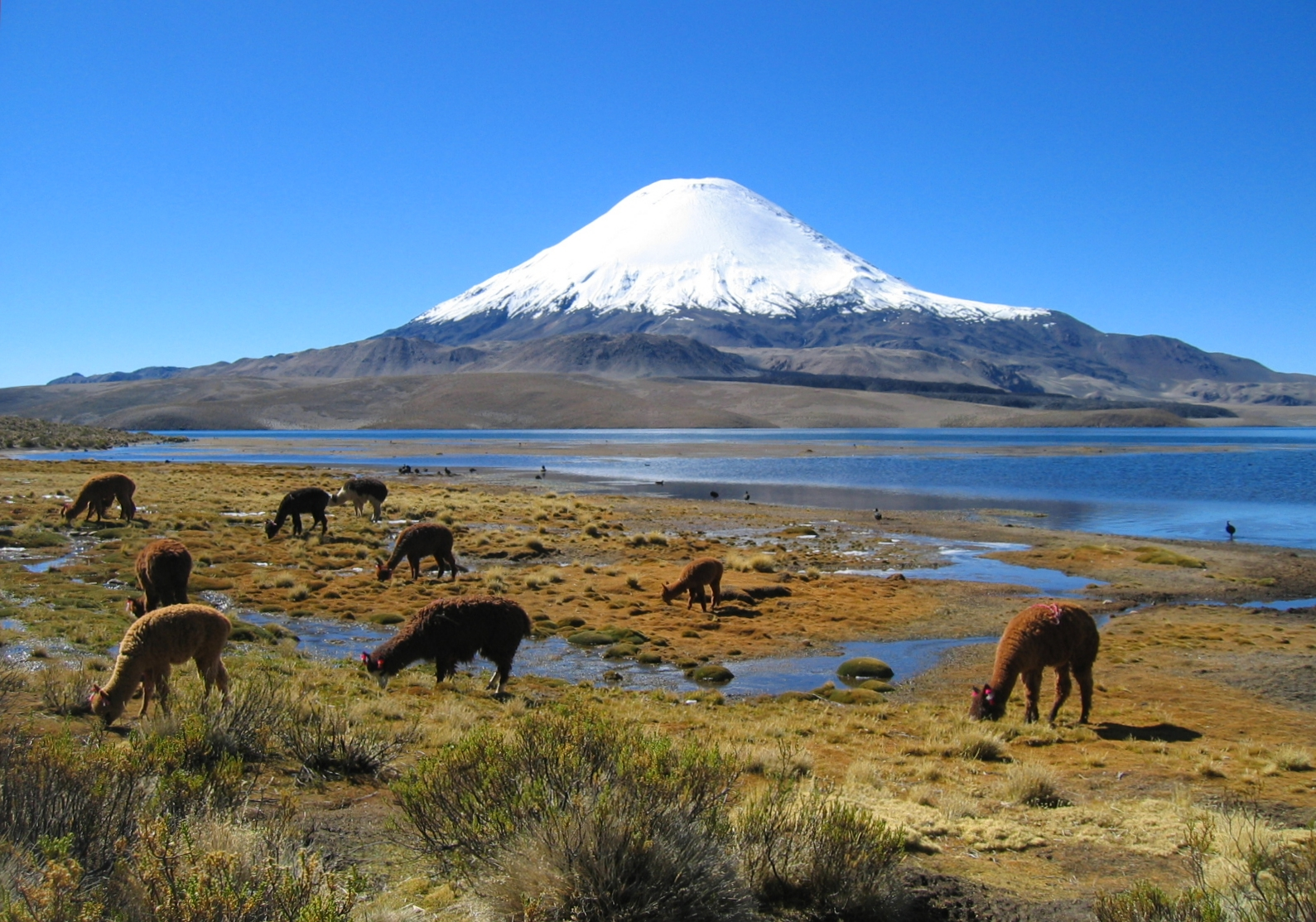
파리나코따 화산

서쪽은 태평양, 동쪽은 안데스산맥으로 둘러싸여 있다. 북쪽에는 아타카마 사막 지대가, 중남부에는 피오르 해안이, 남부에는 빙하 지대가 있다. 북쪽에서 남쪽까지 총길이는 약 4,630km에 이른다. 땅의 생김새 때문에 세계에서 가장 땅이 긴 국가라는 오해를 받고 있다.
지리적 특성에 따라 이름이 있다.

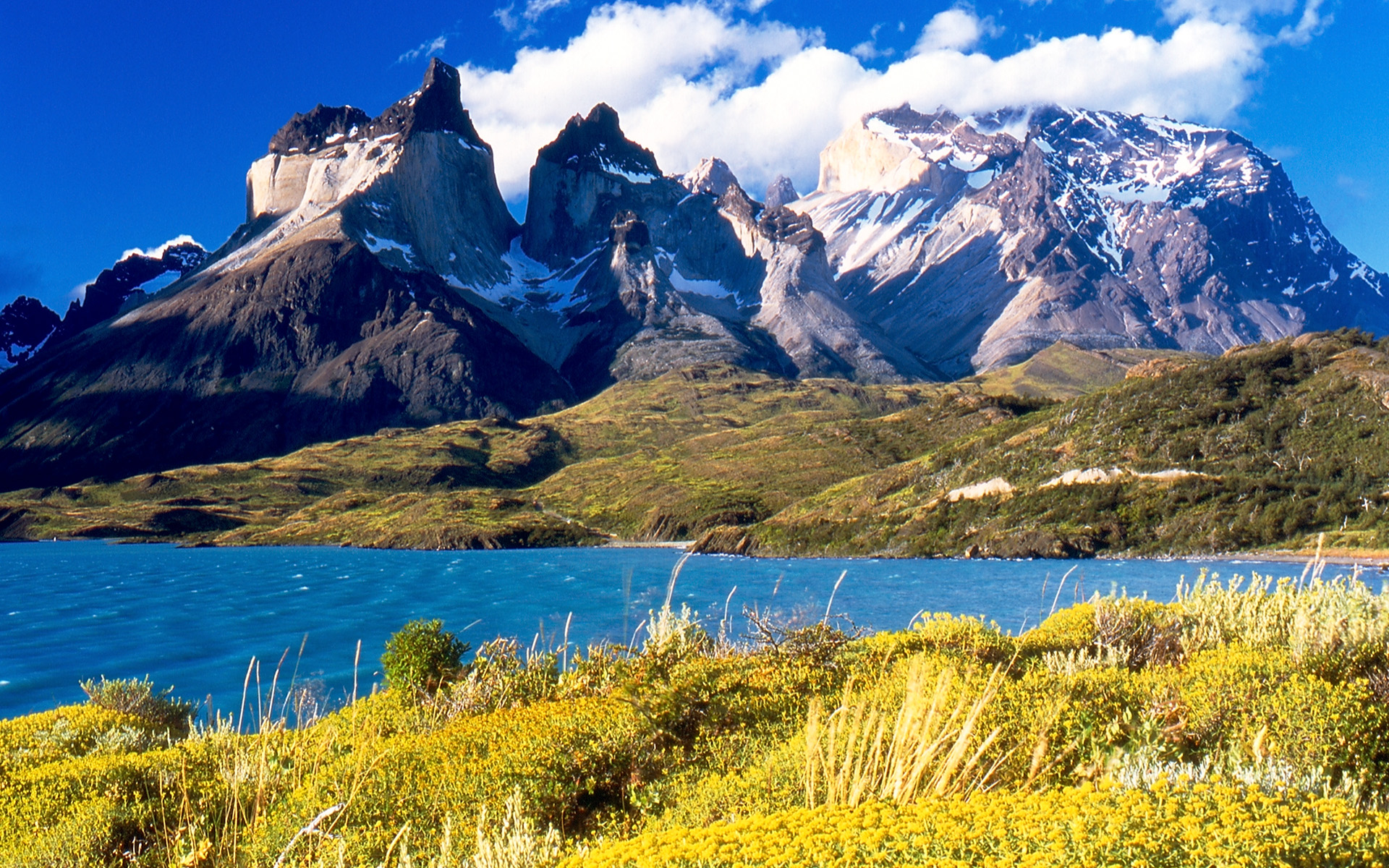
파이네 국립공원

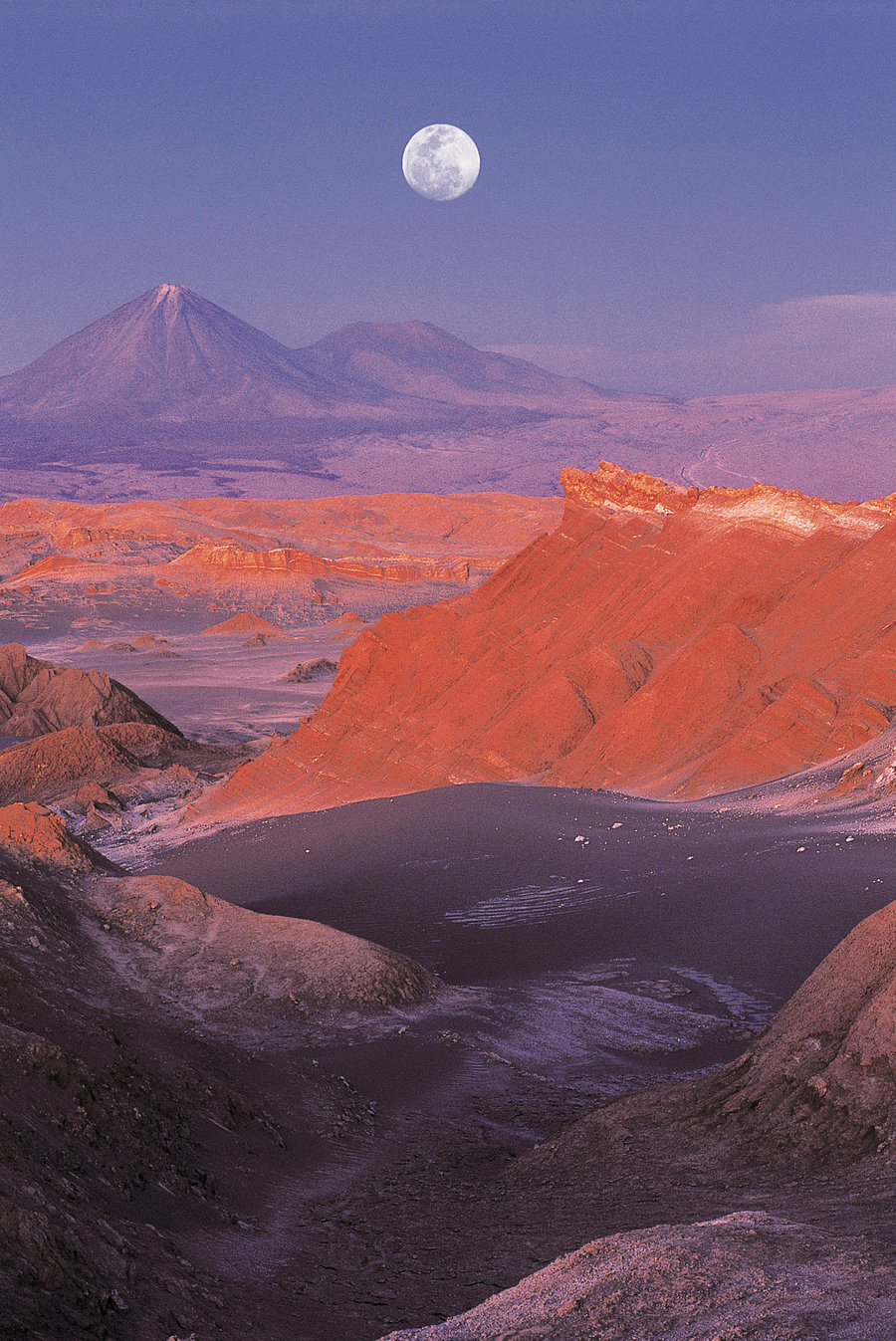
아타카마 사막

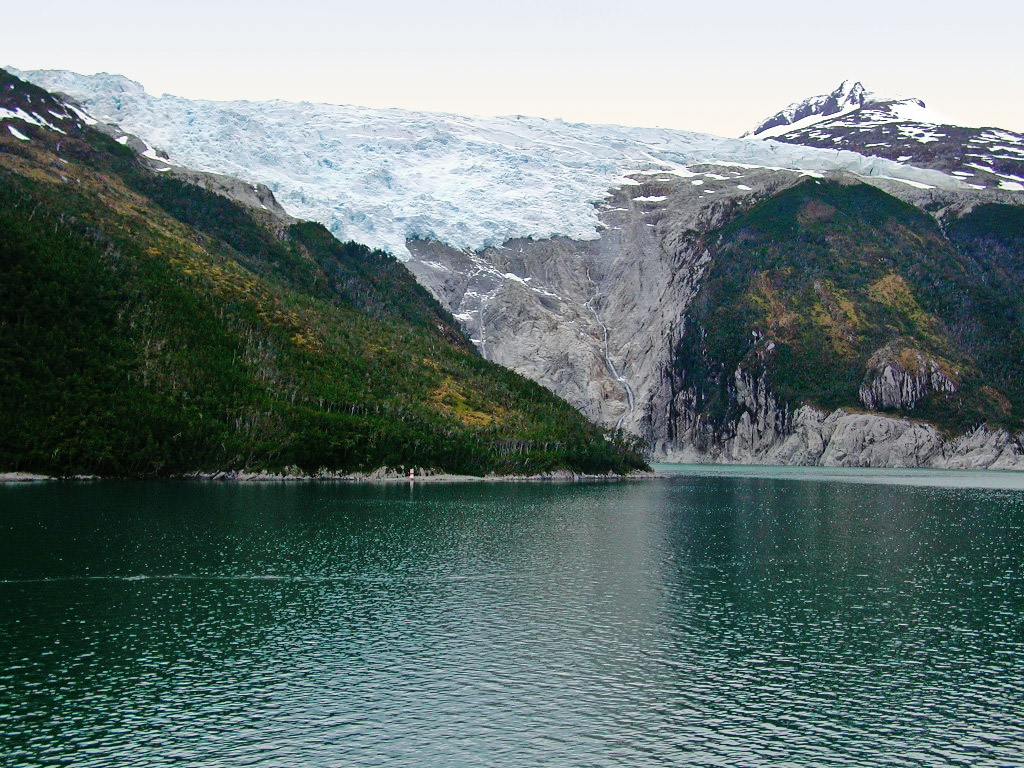
비글 해협의 빙하

- 제1주와 제2주를 대북부 (Norte Grande)라고 부른다.
- 제3주와 제4주를 소북부 (Norte Chico)라고 부른다.
- 제5주, 산티아고 광역주, 제6주는 중심 지역 (Zona Central)
- 제7주부터 제10주까지는 남부 지역 (Zona Sur)남부의 빙하

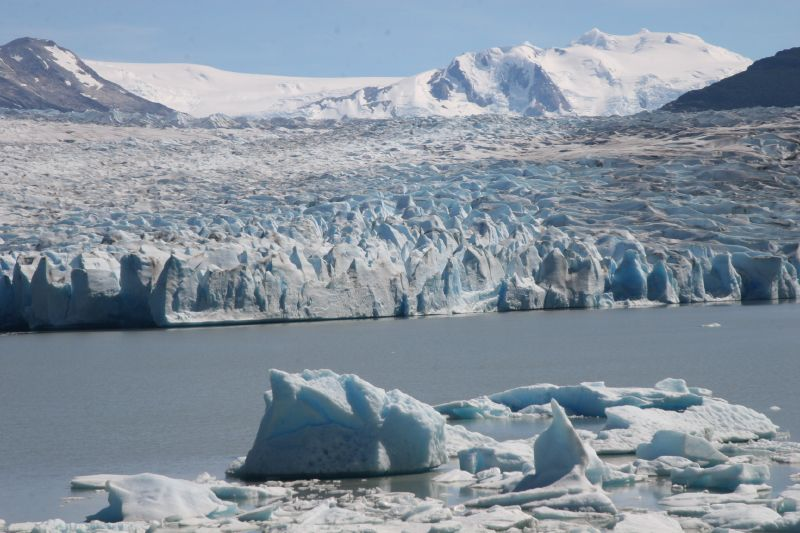
남부의 빙하

- 제11주와 제12주는 파타고니아 (Patagonia - 파타고니아)

이들은 구분할 때 네 가지 지리적 특성으로 구분한다.
- 해안 평지(Planicie Costera)
- 해안 산맥(Cordillera de la Costa)
- 중부 계곡(Depresión Intermedia)
- 안데스산맥(Cordillera de los Andes)

대북부는 높은 해안 산맥이 존재하며 해안 평지가 존재하지 않고, 해안 산맥이 바다로 떨어지는 절벽, 해안 산맥에서 안데스산맥으로 쭉 이어진다. 또한, 안데스산맥이 존재한다.
중북부는 해안 산맥과 해안 평지가 뚜렷하게 구분되고, 안데스산맥이 점점 낮아진다.
중부는 중부 계곡이 가로지르는 산줄기에 의해 끊기며, 이들 작은 산줄기들은 해안 산맥과 안데스산맥을 연결한다. 산티아고가 삼면이 산으로 가로막히는 형세는 바로 이러한 이유에 있다. 안데스산맥이 최고 높이를 차지한다. 아콩카구아 남미 최고봉이 이 지역에 위치해 있다.
남부는 해안 산맥이 차차 없어지다가 비오-비오 지역 부근에서 약간의 높이를 회복했다가 다시 사라진다. 네개의 지리적 특성이 뚜렷하게 구분된다.
파타고니아의 해안 산맥은 바다 밑으로 가라 앉은 상태이며 그 연장 선상에는 많은 섬들이 나타난다. 칠로에섬이 이 중 가장 뚜렷하다. 그러므로 해안 평지도, 중심 계곡도 없다. 오직 안데스산맥만이 위태히 푼타 아레나스 북부까지 내려갔다가, 남극에서 다시 나타난다.

### 기후

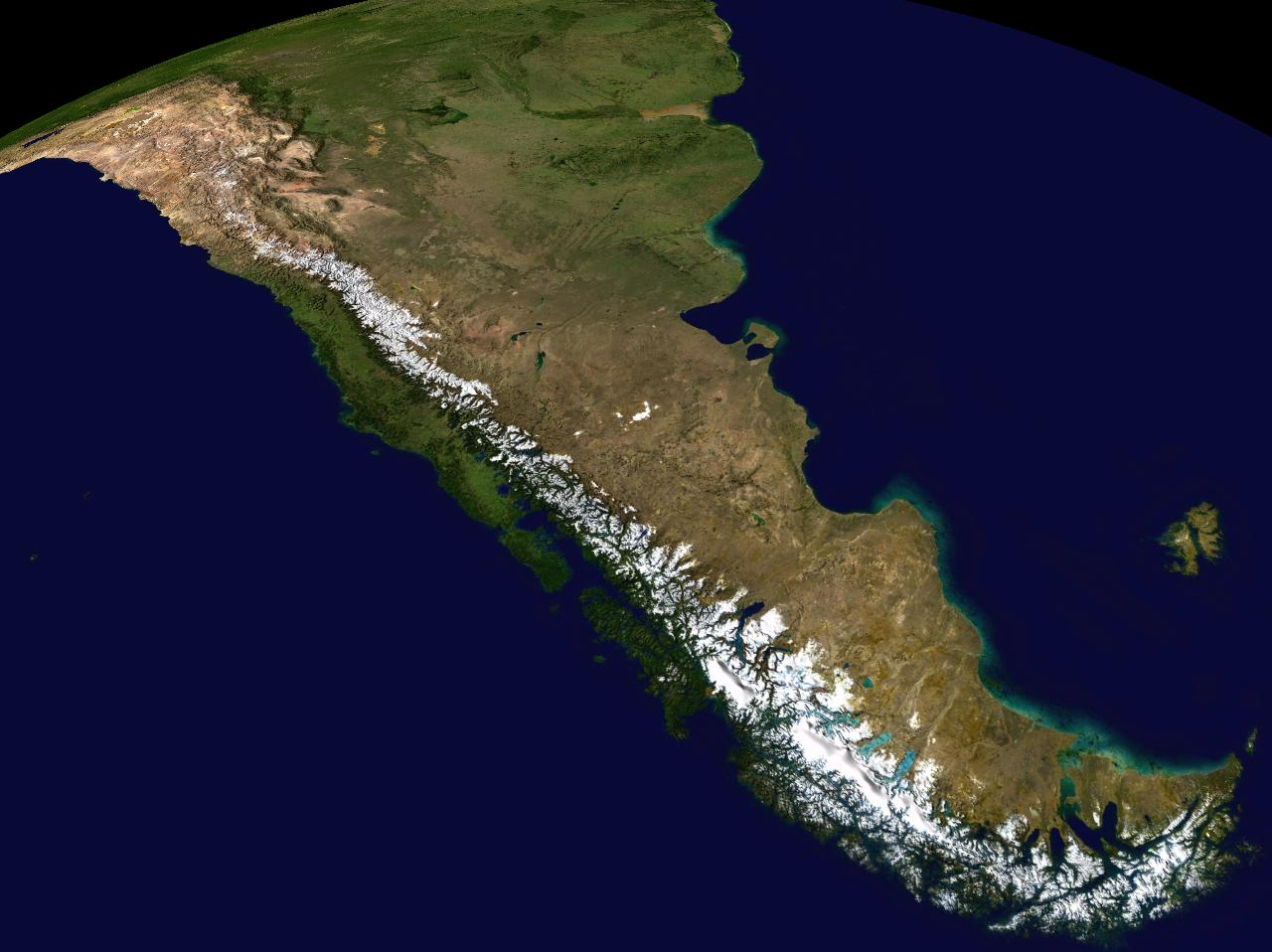
칠레의 안데스산맥

칠레의 다양한 기후에서 세계에서 가장 건조한 사막 범위 북쪽 아타카마 사막 통해 해양 기후에 중심에 있는 지중해 성 기후, 이스터 섬에 위치한 습한 아열대, 고산 툰드라와 동쪽과 남쪽에 있는 빙하를 포함하여 처리한다. 쾨펜의 시스템에 따르면, 칠레 국경 내에서 적어도 7 개의 중요한 기후 서브 타입을 개최하고 있다. 봄 (9월부터 11월까지) 여름(12월에서 2월까지), 가을 (3월부터 5월까지), 겨울 (6월부터 8월까지) 국가의 대부분의 사계절이 있다.
- 북부는 사막 기후이지만 훔볼트 해류의 영향으로 쾌적하다.
- 중부는 지중해성 기후이나 일교차 10도씨 정도로 심하다.
- 남부는 서안 해양성 기후가 나타난다.

## 인프라

### 에너지

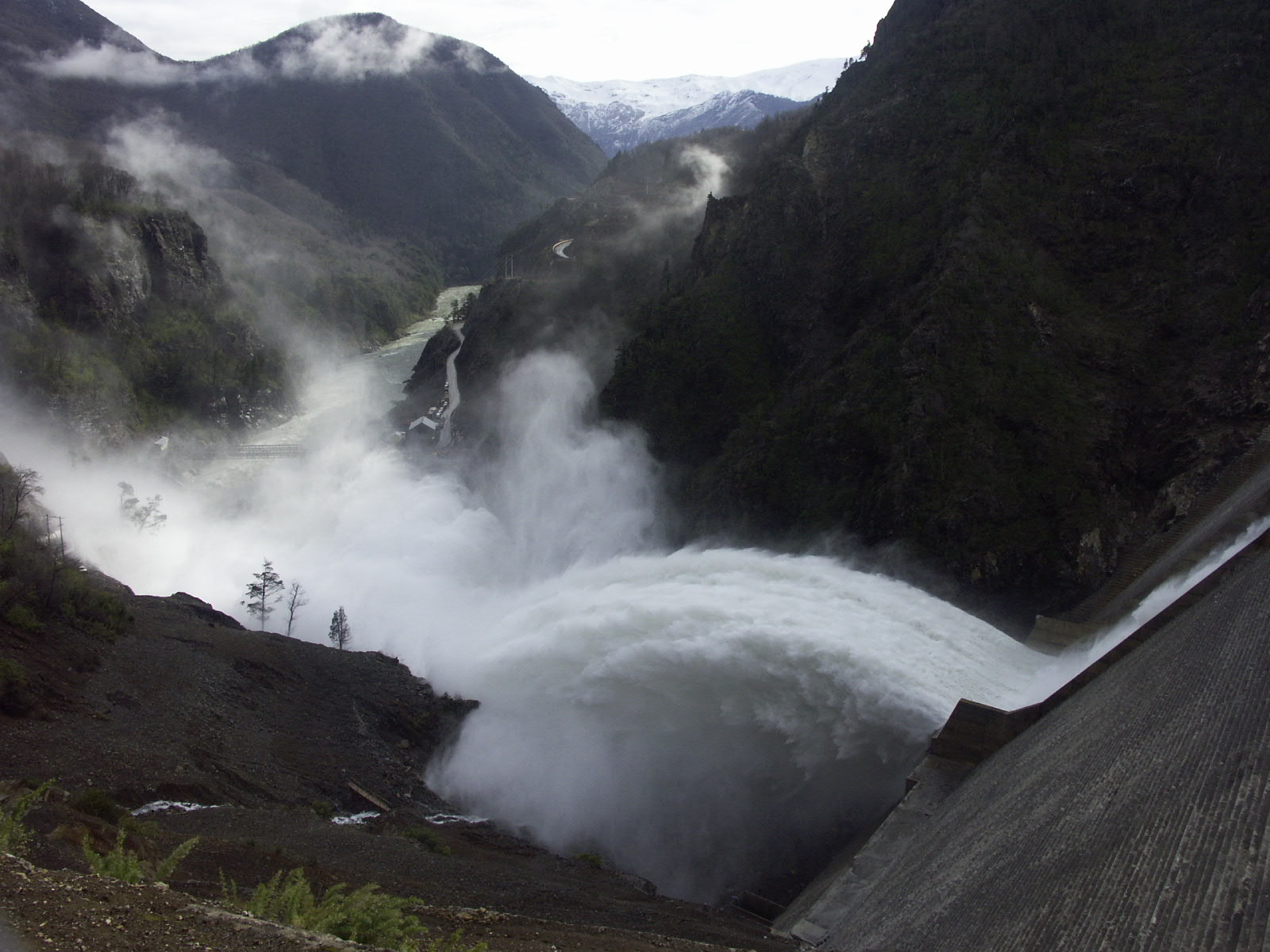
바이오 바이오 지역의 랄코 수력 발전소.

이 비 재생 자원의 대형 매장이 없기 때문에 칠레는 에너지에 의존한다. 이 때문에, 국제 정세에 전적으로 의존하는 화석 연료의 가격. 석유의 10,640 배럴, 2010년 매일 소비되는 302 (700)의 3.51 %에 해당하는, 남쪽 필드에서 온;나머지는 수입했다. 2009년에 그것은, 오일 (305) 100 배럴이 수입 된 것으로 추정되었다, 그것은 수출하면서 52 390. 2011년, 매장량 150 억 배럴로 추정되었다.
한편, 국내에서 소비되는 천연 가스의 약 53 %가 반입된다. 추정에 따르면, 1,350,000,000m3이 있었다, 2009년에 소비되는 2 840,000,000의 47.53%에 해당하는; 나머지는 수입했다. 2000년대의 대부분을 위해, 아르헨티나는 파이프 라인을 통해 주요 공급자는했지만, 2009년에 퀸테로의 포트에 천연 가스 액화 터미널의 개방은 전 세계적으로 공급 업체의 배열을 다양 화하고 있으며 2011년 매장량은 979억 7,000만m3 추정했다.
노르 테 그란데의 상호 연결 시스템, 중앙 상호 연결 시스템 전기 시스템 전기 시스템 아이센과 가야 네스 : 칠레에서 네 개의 전기 시스템이있다. 2008년 전력 생산 60 280 GWh를 추정되었다, 전력 소비가 56 350 GWh를 온 동안 주로 열전 식물, 조금 적게, 수력에 의해 생성. 또한, 818 GWh를 2009년에 수입되었다. 그러나, 아르헨티나 북부에서 전기를 수출 협상이 있다. 수력에 의해 생성 된 전기의 양에도 불구하고, 이러한 아이센 저수지 등을 생성하여 생태계의 파괴를 방지하기 위해, 국가 하이드로 전위의 20 % 미만을 두드렸다.

## 인구와 사회

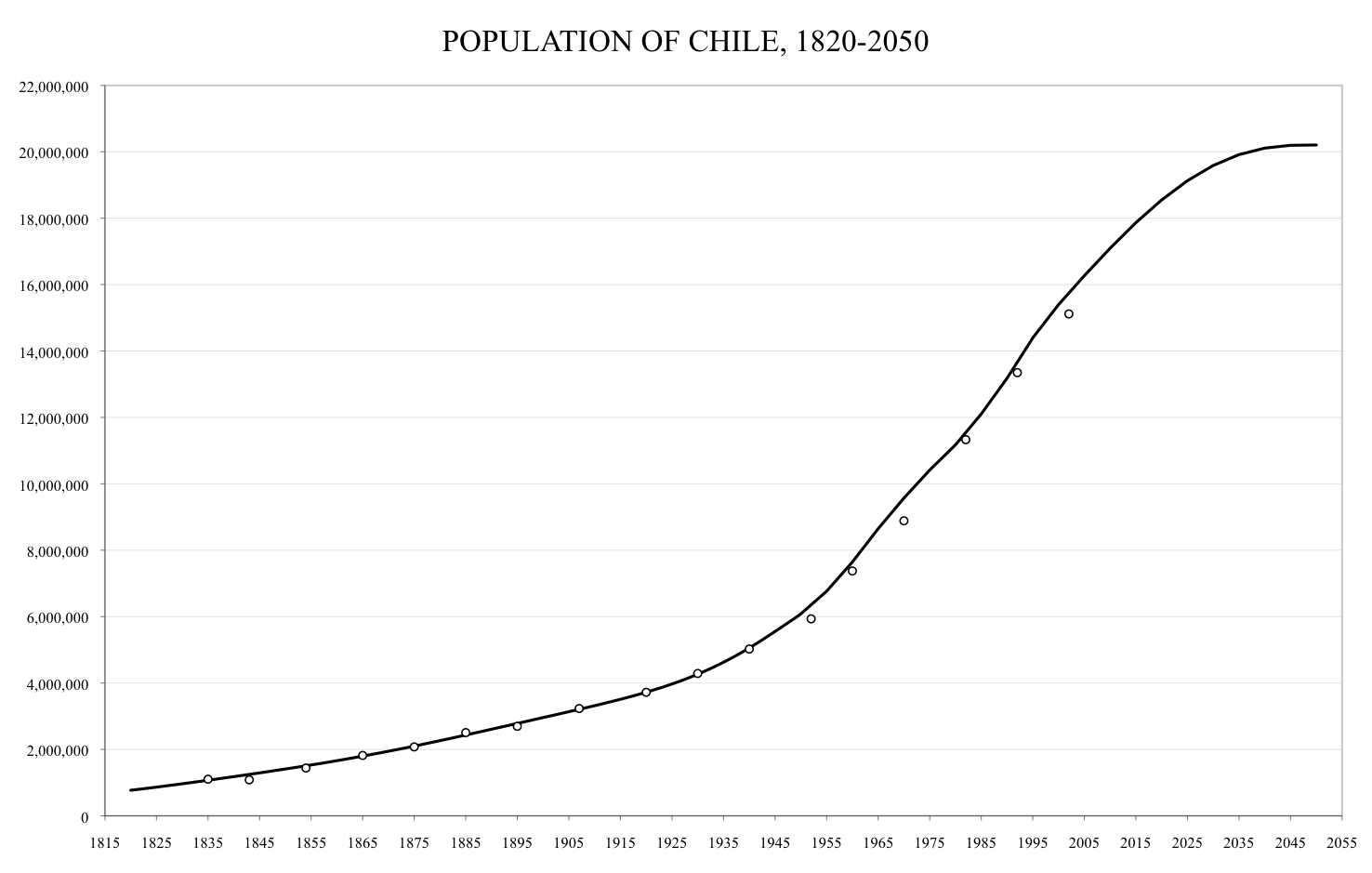
1820년부터 2050년 추정치까지 칠레 인구 변화 그래프.

칠레 인구 피라미드는, 2014년 자료에 투영 : INE.

칠레 인구는 2002년 인구조사에서 15,116,435명으로 보고됐다. 인구 성장세는 1990년대 들어 출산율 저하로 한풀 꺾이고 있다. 2050년 인구는 2,020만 정도로 예상되고 있다. 인구의 85%는 도시에 거주하며, 특히 40%는 산티아고 광역지역에 거주한다. 2002년 인구조사에서 가장 인구가 많이 밀집한 지역은 산티아고로 540만이 살고 있었으며, 발파라이소에는 804,000, 콘셉시온에는 666,000명이었다.

### 인종과 민족 구성
백인은 주로 스페인인 후손이며, 아일랜드, 영국, 프랑스, 독일, 이탈리아, 포르투갈, 크로아티아 등 및 이들 사이의 혼혈도 있다. 메스티소 집단은 과거 스페인 식민 정착민(주로 안달루시아나 카스티야 출신)들과 토착 부족(피쿤체, 디아기타, 마푸체족 등)의 혼혈이다. 이런 점에서 칠레는 다인종국가지만, 인구 대다수는 자신의 인종적 정체성을 "칠레인"으로 규정한다.(Chilenidad)
아프리카계 인구는 거의 없으며, 식민 시대에 최대 25,000명까지 이르렀으나, 이들의 비율은 1%도 안된다. 인구 조사 결과, 현재 토착 아메리카인도 수가 적은데, 그나마도 혈통적으로 검증하자면 통계상 수는 더 줄어든다. 2002년 인구조사에서는 칠레 인구의 4.6%가 토착 아메리카인인데, 상당수는 혼혈의 정도차이를 보인다.

#### 토착 아메리카인

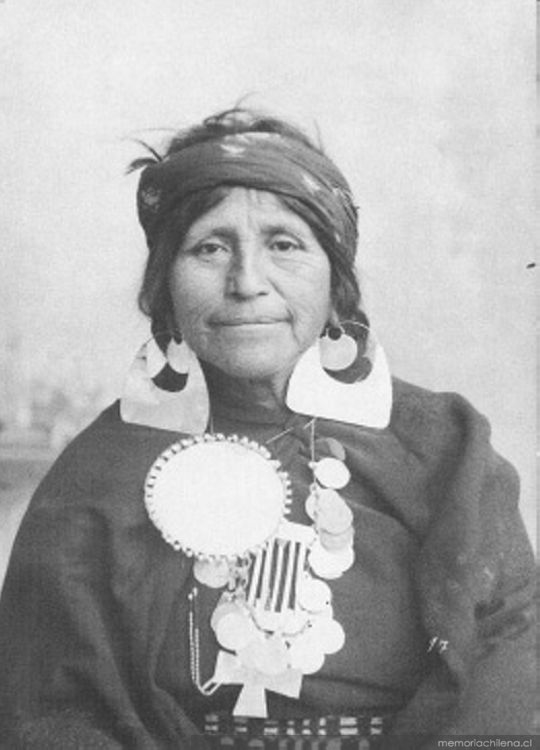
마푸체 여성

칠레 인구의 대부분(인구의 88.92%)은 정체성이 두 개의 주요 집단인 백인 또는 메스티소에 속한다. 나머지는 토착 원주민과 흑인 등이다.
안정적이고 체계적인 원주민 인구 조사는 20세기 초에 시작되었다. 1907년 인구조사 결과, 전체 인구의 3.12%에 해당하는 101,118만명이 인디언으로 보고되었다. 이 숫자는 종족적 순수성과 상관없이 토착 문화와 언어를 구사하는 사람만 고려한 것이다. 북쪽의 원주민을 제외한 이 숫자는, 라파 누이와 남쪽 끝, Llanquihue, Arauco만 원주민 등이다. 2002년에 토착 문화와 언어의 구사 여부에 상관없이 자신을 8개의 칠레 인종그룹 중 어디에 속한다고 생각하는지를 직접 묻는 방식으로 진행된 인구조사에서는 토착 원주민이 전체인구의 4.6%(692,192명)로 나왔다. 2012년 인구조사에 따르면, 11.08 %, 칠레 인구의 1,842,607명 14 세 이상, 칠레 법 2008년 5월 원주민 그룹에서 인정 된 구 중 하나에 원주민 소유를 인정, diaguita는 2012-의 인구 조사에서 처음으로 기록 된 지역에 추가. 총 토착 인구, 81.88 %는 마 푸체를 인정; 6.22 %, 아이마라어; 2.46 %, diaguita, 0.74 %, 케추아어; 0.74 %, kolla; 0.46 %, rapanui; 0.33 %, 아타 카마; 0.1 % 및 0.07 %의 kawésqar, 야건. 이러한 aonikenk 사람들, Caucahue, chono, Cunco 및 selknam 같은 다른 그룹은, 멸종.

#### 이민
칠레의 사회발전과 국가형성에서 이민은 매우 중요한 문제이다. 18세기에 칠레로 온 이민자들은 이 나라의 경제에 활력을 불어넣었고, 옛 카스티야 상류층 집단에 들어가 정치 지도층이 되어 아직도 칠레 사회를 주도하고 있다. 바스크족 출신의 칠레인은 대략 10%(1,600,000명) 혹은 27%(4,500,000명)으로 추산된다. 스페인계 외의 유럽 이민자들(영국, 독일, 아일랜드, 이탈리아, 프랑스, 크로아티아, 구 유고슬라비아 출신)은 19세기와 20세기에 주로 이 나라의 북부나 남쪽 끝으로 이주했다. 현대 칠레 정계의 면면을 보면 히스패닉계 밖의 유럽인 성씨가 흔한데, 수는 적지만 큰 영향을 주고 있음을 반증하는 것이다. 크로아티아 계 후손 칠레인은 380,000명에 이른다. 또 팔레스타인 집단의 경우, 이들은 아랍 세계 바깥에서 가장 큰 팔레스타인인 집단을 이루고 있다. 같은 시기에 이웃나라에서 칠레로 온 이민자의 수도 이와 비슷한 수준이다.

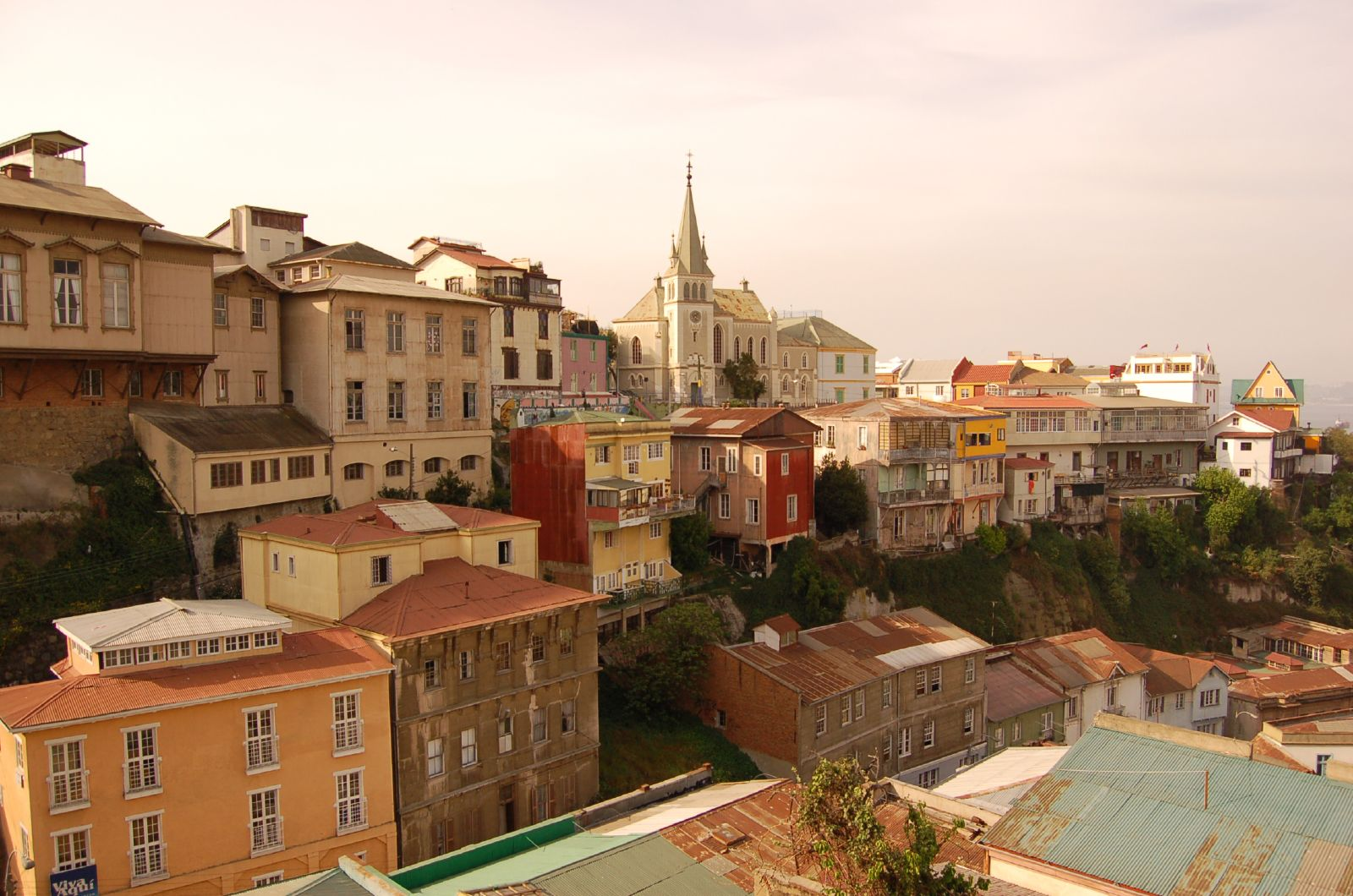
발파라이소 언덕의 집들.

독립 후 칠레의 공화정 시대에 들어온 영국과 아일랜드인의 후손은 350,000~420,000명이다. 이탈리아와 프랑스 상인들은 발전하던 칠레의 도시에서 사업을 시작하여 이 나라의 정치적/경제적 상류층으로 올라선다. 1848년, 상당수의 독일 이주민들이 흘러들어와 오늘날 독일계 칠레인 집단을 이루었다. 이것은 남부 지역을 개발하려는 목적으로 칠레 정부가 장려한 덕분이었다. 이 독일인들(독일어를 쓰는 스위스인, 슐롱스크인, 오스트리아인, 알자스인들  포함)은 남부 칠레의 문화적 구성에 큰 영향을 주었다. 오스만 제국을 피해서 유럽계 유대인들, 시리아 그리스도교도, 팔레스타인인들도 칠레에 왔다. 오늘날 이들은 금융과 소규모 제조업에서 두각을 드러내고 있다. 그리스인들도 자신들의 민족적 정체성을 잘 지켰으며 그 후손은 90,000에서 120,000명에 이른다. 상당수 그리스인은 산티아고 지역이나 안토파가스타 지역에 산다. 칠레는 세계에서 그리스계 인구가 많은 5개국 중 한 곳이다.
오늘날에는 이웃 나라에서 칠레로 이민오는 경우가 가장 많다. 2002년 칠레 인구조사에서 국내 이민자 184,464명 중 26%는 아르헨티나, 21%는 페루, 6%는 볼리비아 출신이었다. 칠레 인의 국외 이주는 지난 십년간 줄어들고 있다. 해외에 거주하는 칠레인은 857,781명으로 추산되며, 이 중 50.1%는 아르헨티나, 13.3%는 미국, 8.8%는 브라질, 4.6%는 스웨덴, 2% 남짓은 오스트레일리아, 나머지는 세계 전역에 흩어져있다.
한국인 사회는 수도 산티아고와 무역항 이키케에 집중되어 있으며 2011년 4월 현재 2,500 명 정도이다. 주로 의류와 자동차 소모품의 소매 및 도매업에 일한다. 현지에 한인회와 함께, 한글학교, 교민지, 20개의 주재상사, 6개의 종교단체(개신교, 로마 가톨릭교회, 원불교), 8개의 한인동호회, 4개의 식료품점, 13개의 한식당과 노래방, 방앗간, 한의원, 카페, 베이커리, 헤어샵, 컴퓨터관련, 여행사, 체육관, 수련원 등이 있다.

#### 이스터 섬 원주민에 대한 학대
칠레 정부의 이스터섬 원주민에 대한 학대는 매우 심각한 사회문제로 거론되었다. 이스터 섬의 관광상품을 칠레인들이 독점하고 있으며 이 때문에 이스터 섬 원주민들은 하루하루 생계를 걱정하는 처지이다. 인종차별 역시 심각한 문제로 칠레 본토인들은 2010년대인 현재까지도 이스터 섬 원주민에 대해 심각한 인종차별을 자행하고 있으며 칠레 정부는 이를 묵인하고 있다.
칠레 정부는 이스터 섬의 관광상품으로 꽤 이득을 보고 있지만 정작 이스터 섬의 원주민들에게는 이스터 섬의 관광산업에 종사하지 못하게 하여 생계유지에 어려움을 겪게 만들었다. 이에 따라 이스터 섬 원주민들은 국제사회에 칠레로부터 독립을 요구하고 있지만 칠레 정부에서는 그때마다 이스터 섬의 원주민들을 무력 진압해왔다.

### 종교

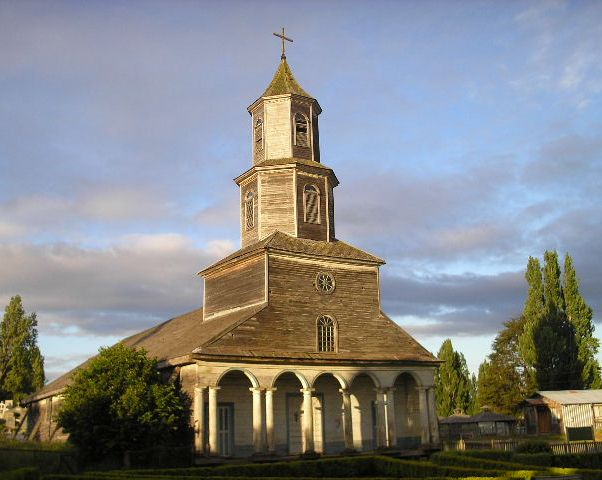
세계 문화 유산인 칠로에섬 교회군

칠레 헌법은 종교의 자유를 인정하며, 다른 법과 정책을 통해 일반적으로 종교 의식의 자유에 기여하고 있다. 모든 수준의 법은 정부에 의한 종교 억압을 완전히 막고자 한다. 또 칠레는 정교 분리 국가이며, 1999년 종교 관련법에서 종교 금지를 금했으나, 칠레의 전통종교인 가톨릭은 50%로로 특별한 위치에 있으며, 가끔 우대를 받기도 한다. 정부 공무원은 가톨릭 행사 뿐 아니라 유대교나 성공회 행사에도 참여한다.
70%는 가톨릭 신자이며, 15%는 개신교(Evangelical)이다. 여기서 "개신교"란 동방 정교회(그리스, 페르시아, 세르비아, 우크라이나, 아르메니아), 모르몬, 제7일 안식일 예수 재림교회, 여호와의 증인을 제외한 非가톨릭계 그리스도교를 총칭한다. 개신교는 15%로 오순절 교회, 루터교회, 개혁교회, 장로교, 침례교, 감리교 등이다.무종교 사람들, 무신론자, 불가지론 자 및 인구의 약 40%를 차지한다.
피노체트의 군사독재당시 칠레 로마 가톨릭교회는 교우들이 민중들을 살인, 고문, 가혹행위 등의 국가 폭력으로 탄압하는 군사독재 정권에 의해 살해당하자, 1973년 10월 정의평화위원회를 구성, 민주화 운동에 참여하였다. 당시 정의평화위원회에는 로마 가톨릭교회 외에도 유대교, 정교회, 개신교에서도 참여했다. 7명의 로마 가톨릭교회 사제들이 살해당할 정도로 정의평화위원회는 군사독재 정권의 큰 탄압을 받았으며 지도자로 활동하던 추기경도 피노체트 군사독재 정권으로부터 "붉은 추기경"(Red Cardinal)이라는 비난을 받을 만큼 미움받았다. 칠레 기독교의 민주화 운동은 성만찬에 근거한 신학적인 행동이라는 점에서 다른 사회운동과 다르다. 즉 로마 제국과 예루살렘 성전의 결탁에 의한 예수의 죽임과 수난을 기억하는 성례전인 성만찬을 통해 예수처럼 지배계급에게 부당한 죽임과 고통을 당하는 민중들의 고통을 생각하고 그들의 인권과 해방을 위해 투쟁한 것이다. 그래서 미국 연합 그리스도의 교회(United Church of Christ,UCC) 터 브로그만은 성만찬이 칠레 교회가 피노체트의 군사독재에 대항하는 가장 큰 무기였다고 설명한다.
정부는 성탄절, 성 금요일, 가르멜 산의 성모, 성 베드로와 바울 축일(Feast of Saints Peter and Paul), 성모 승천 대축일(8월 15일), 제성일(모든 성인의 날,All Saints' Day), 공현절(Feast of the Immaculate Conception, 주님의 공현 대축일, 주현절이라고도 함. 1월 6일)등 기독교가 교회력에 따라 지키는 절기들을 공휴일로 정하고 있다. 정부는 최근 종교개혁을 기념하는 날인 10월 31일을 개신교를 위한 공휴일로 정했다.

### 언어
대부분의 남아메리카 국가와 마찬가지로 칠레에서도 스페인어를 쓰는데, 이웃 나라와는 달리 무척 특이한 억양을 보이고 있다.
- 칠레의 스페인어는 발음이 22개이다.(스페인 본토에서는 23개). 'c'와 'z'의 θ 마찰음이 's'의 발음으로 대체되어 없어졌고, 'll'의 발음을 'y'로 대신한다. 그리고 중간음과 어미에 있는 's'의 발음을 생략하는데 이것은 프랑스어와는 관계가 없다.. (예: Mosca("파리")를 Mohca로, Pan tostado("토스트 빵")을 Pan tohtado로 발음) 또 'd'발음을 대화문에서 생략하는데, 이는 포르투갈어과는 관계가 없다. (예: Pezcado("생선")를 Pescao로, Pedazo("조각", "부분")을 Peaso로 발음). 'e'의 발음을 대화문에서 생략한다.[57] (예: Me escuchaste? → Me cuchaste?)

- 인칭대명사 Vosotros (2인칭 복수)를 Ustedes (3인칭 복수)로 대체한다. 이는 Vosotros가 역사적으로 귀족이나 왕족들이 가리킬 때 쓰는 단어로만 쓰였다고 한다. 그리하여, 19세기부터 그 사용이 점차 줄어들어 현재는 문서나 극존칭문이외에는 사용하지 않는다(Estrato Supraformal).

- 스페인어의 지시대명사 Este(이것)-Ese(그것)-Aquel(저것)의 순서가 Este(이것)-Ese(그것,저것)으로 약화되었다. 하지만 Aquel도 때의 따라 사용되고 있다.

- 스페인어의 관계대명사 Cuyo(소유), Cual(사물). Quien(인물)의 용법이 Que의 용법으로 전부 대체되었거나 잘못 사용하고 있다.

- 동사의 직설법·접속법의 미래 변화를 (예: venir(오다)의 미래형태 Vendré, Viniere) 사용하지 않는다. 이는 예로부터 중하층의 계급의 문법교육이 제대로 되지 않고 그 필요성이 적었던 것이 이어져 온 것이다.

- 동사의 ai, ei, i 변화 : 아르헨티나의 스페인어처럼 칠레도 고유의 동사변화가 있다. 이는 주로 격식이 없는 대화에서 직설·가정법 2인칭 단수가 현지의 형태로 변형된다. (예: Me escuchas? → Me escuchái? ; Sé lo que quieres → Sé lo que querí ; No me digas eso → No me digai eso.)

- Pués의 Po' 변화 : 격식이 없는 대화에서 po' 로 축약화된다. (예: Pués, no estoy en acuerdo → No po', Sí pués → ya poh')

- 형용사의 부사용법 : 이는 주로 대화문에서 나타나는 현상으로 형용사가 Adjetivo + mente의 변화를 거치지 않고 그대로 사용하는 것을 의미한다. (예: Vamos rápidamente → Vamos rápido ; Quédate quietamente → Quédate quieto)

- 칠레의 고유 어법 : 칠레에서 자체적으로 변화한 어휘들이 많이 있다. (예: no más → nomah ; en seguida → al tiro ; sí → ya ; cosa → cuestión), 일부 고어의 사용 (예: Fierro, alcuza, botar(desechar), pararse(ponerse de pie) )

- 영어의 차용 : Centro comercial, Multitiendas → Mall ; Carnet → Carné ; Armario → Closet ; Demostración, Exposición → Show

- 남부와 북부의 억양 차이와 어휘 차이(예: Cocina("조리 기구", 중부지방) → Estufa(남부지방) ; Submarino → zubmarino ; Pónte aquí → Gánate aquí ; Pan Marraqueta(빵의 종류) → Pan Batido o Francés) 만큼 크지 않으며, 그보다는 도시나 시골 혹은 사회 계급에 따라 억양 차이가 약간 있다. 칠레라는 나라 자체가 원래 국가 중심부의 작은 영역에서 성장하여 이후에 남쪽과 북쪽으로는 이주민들이 와서 이루어진 나라이기 때문에, 이렇듯 발음 차이가 적은 것이라 볼 수 있다. 지금도 라디오나 특히 텔레비전을 통해 이런 현상이 계속되고 있으며, 매체는 구어 표현을 확산시키고 통일하는 역할을 한다.

- 사회전반의 영어에 대한 관심과 노력이 있고, 중상류층의 영어 교육이 널리 이루어지고 있으며, 정책적으로 제2외국어(영어) 교육이 보편화되었다.
- 특히 외국계 사립학교들이 흔하여 현지 중상류층이나 일부 교민자녀들의 독일어와 프랑스어 이탈리아어 같은 다른 유럽 언어의 구사능력이나 바탕이 뛰어나다.[58]

#### 토착 언어
칠레에는 몇몇 토착 언어가 존재한다. 마푸둥군어, 케추아어, 라파누이어 등이다. 대 북부에는 케추아어, 아이마라어, 아타카메뇨(사어)가 있으며, 중부와 남부에는 마푸체어, 파타고니아에는 오나어가 분포한다. 칠레 제9주에는 가장 큰 인디오 민족 마푸체(Mapuche)가 거주한다. 그들의 언어는 마푸둔군(Mapudungun)이다. 마푸체는 "땅의 주민들"이라는 뜻이다(마푸: 땅, 체:사람). 마푸체는 다시 북쪽 땅의 사람들인 페우엘체와 남쪽 땅의 사람들인 우일리체로 구분된다.
스페인 침략 이후 스페인어가 링구아 프랑카로 기능하면서, 토착 언어들은 소수 언어로 전락했으며, 몇몇은 현재 사멸했으며 혹은 사멸 위기에 놓여있다.

## 교육

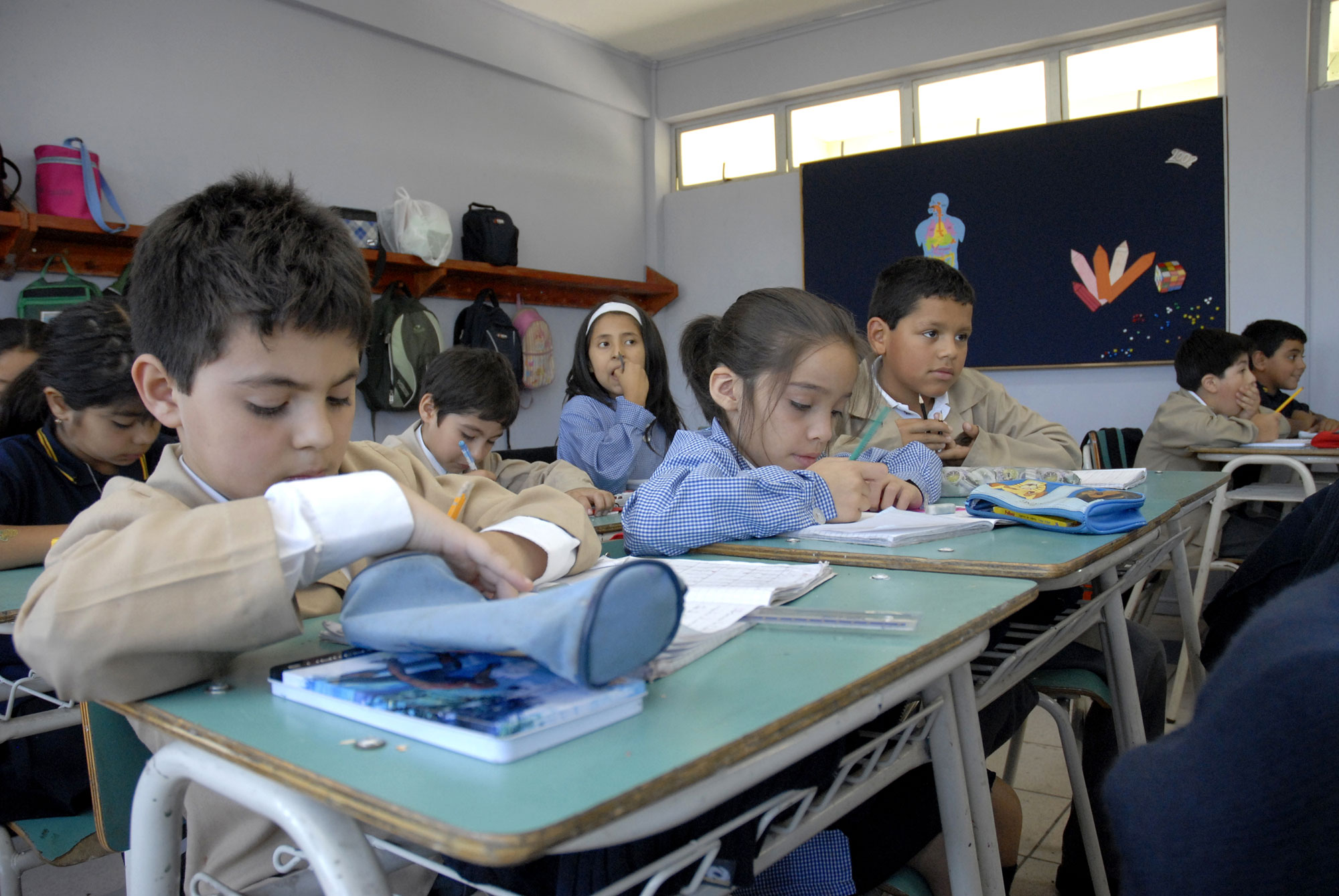
칠레 학교 어린이.

칠레의 교육은 2009년 교육법을 기반으로 한다. 일반적으로 8년의 초등교육과정과 4년의 중등교육과정을 거쳐 대학교 혹은 기술학교로 진학한다. 대입시험을 준비하는 학원을 제외하고는 학원이 존재하지 않는다. 대학교는 일반적으로 6년제이며 (4년 본과 + 2년 자격인증), 공립과 사립이 있으며 사립대의 등록금은 2011년 4월 현재 평균 한화 900만원 정도 이고 공립은 2,30% 정도 낮다. 졸업과정이 길고 힘든 탓인지, 인구의 17% 미만이 학사 이상의 학력을 소지하고 있어 졸업후 취업률이 상대적으로 매우 높다. 2000년 이후로 사립대의 지분거래가 가능하지면서 여러 교육법인의 사립 대학교가 난립하고 있으나 내부적으로 안정되고 있으며, 시장경제를 받아들여 낙후된 교육수준을 끌어올렸다는 점에서 긍정적인 평이 있으나 교육의 경제, 사회적 불평등이 문제되고 있다. 칠레는 OECD 보고서에 따르면 2011년에 대한민국을 제치고 1위의 사교육.사립분야 성장률을 자랑하고 있다.
칠레 헌법에서는 교육을 받을 권리와 학문의 자유를 보장하고 있지만, 공교육이 엉망으로 무너지고 인프라가 열악한 상황이어서 2006년과 2011년에는 학생들이 전면적으로 시위에 나서기도 했다. 정부가 한화 5만원 정도하는 대입시험의 응시료를 공립 학교에는 면제하는 등 다양한 정책과 예산을 남발했으나. 2010년부터 국립 칠레대학교를 주체로 무너진 공교육의 대규모 개혁을 촉구하는 데모에 15,000명이 모이는 등 행사가 현재까지 꾸준하고 활발하게 진행되고 있으며, 이에 따라 기존 교육의 개편을 촉구 하는 목소리와 사유화를 자제하는 목소리를 커지고 있다. 펭귄이란 이름은 공립 학교에서 입는 짙은 남색의 남.여 교복에서 유래한다.
2009년 기준으로 칠레의 문해율은 15-24세 남녀 기준으로 98.9%이며, 15세 이상 인구 전체로는 여성 98.5%, 남성은 98.6%였다. 또 칠레의 HDI는 37위다.

## 군사
칠레 군대는 육군, 공군, 해군으로 구성되어 있으며, 칠레 대통령이 최고 통수권자이다. 독일, 미국, 브라질, 이스라일, 프랑스, 스페인 등의 국가에서 생산한 장비로 무장되어 있다.

### 육군
6개 군관구와 6개 사단으로 편성되어 있다. 병력은 규모는 2019년 기준 46,350명.
- 제1육군사단
- 제2차량화사단
- 제3산악사단
- 제4육군사단
- 제5육군사단
- 제6육군사단
- 육군항공여단 : 4개 대대 및 1개 병참중대 편성
- 라우타로(Lautaro)특수작전여단 : 4개 대대 편성

### 공군
5개 항공여단으로 편성되어 있다. 병력은 규모는 2019년 기준 11,050명.
- 제1공군여단 : 6개 비행대대 편성
- 제2공군여단 : 3개 비행대대 및 1개 방공연대, 1개 특수임무연대
- 제3공군여단 : 3개 비행대대 편성
- 제4공군여단 : 5개 비행대대 편성
- 제5공군여단 : 5개 비행대대 편성

### 해군
5개 해군 구역에 66척의 수상함 및 4척의 잠수함을 갖추고 있다. 병력 규모는 2019년 현재 해병대 3,600명을 포함하여 19,800명.

## 교통

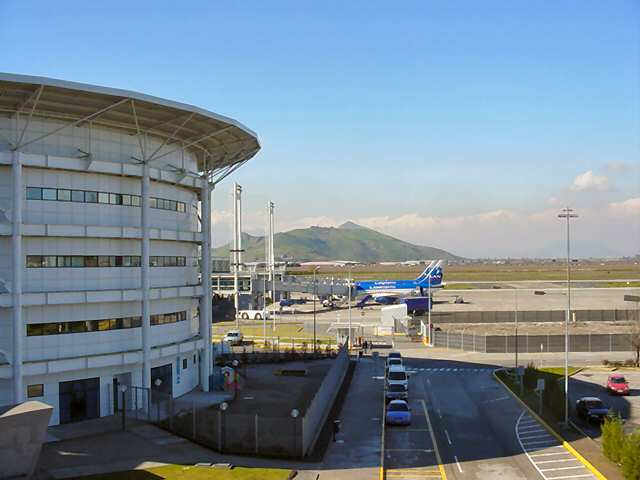
아르투로 메리노 베니테스 국제공항

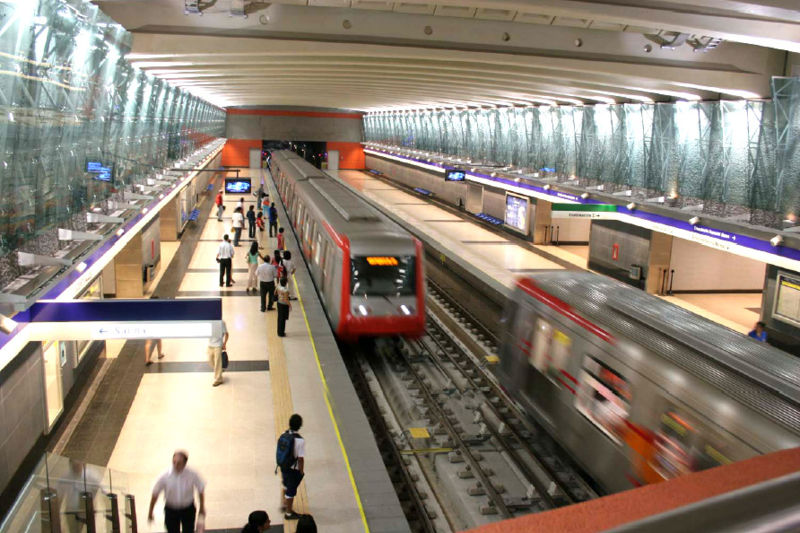
산티아고 지하철

### 항공
항공은 민영항공사들에 의해 운영되며 1,000~2,000Km 내외의 단거리 항공이 잘발달 되어 있고, 산티아고와 안토파가스타에 국제공항이 있다. 특히 섬이 많아 육로의 이용이 어려운 남부지방이나 거리가 먼 이스터 섬에 정기적인 항공편이 애용되고 있다.

### 철도
남북으로 길쭉한 칠레에서는 철도·도로·연안 항로가 남북부를 연결한다. 동시에 높은 안데스산맥을 넘어 볼리비아·아르헨티나와도 철도와 도로가 연결된다. 철도는 전장 10,100km이나 북부의 광산철도와 같이 주로 산업용이고 수도가 위치하는 중부지방의 승객을 위한 철도 시설이나 열차의 상태는 열악하기에 개선이 필요하다.

### 도로
도로는 7만 6,595km에 달하지만 도시와 고속도로를 벗어나면 다차선 도로가 없고 오히려 간선도로가 발달되어있다. 덧붙여, 대도시는 도로포장의 유지 보수가 잘 안되는 경우가 많아 사고가 끊이지 않고 있다.

### 해상
세계에서 가장 긴 형태의 국가인 동시에 해상운송을 활용하는 해운이 잘 발달되어 있다. 주로 대량운송의 유류비 절감의 목적으로 정기적인 운송이 무역항 사이에서 운용되고 있다. 특히 섬이 많은 남부 지방과 칠로에 섬에 주로 승객과 차량을 동시에 운송하는 페리선들이 많다.

## 같이 보기
- 칠레의 코로나19 범유행